# 南極圏気候変動

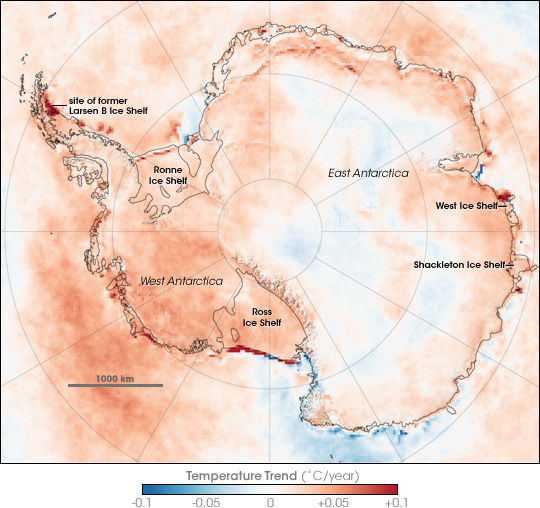
一連のNOAA衛星センサーによって行われた一連の熱赤外線観測に基づく、1981年から2007年までの間の南極表面の氷層温度の上昇傾向。西南極で特に著しい上昇がみられる。

南極圏はその人類から最も隔離された位置にもかかわらず南極圏気候変動（なんきょくけんきこうへんどう、英:Climate change in Antarctica）の最中にある 。

## 概要
南極大陸のうち寒冷で安定した東南極では2000年代までは温暖化は見られなかったものの、西南極は1950年代から2000年代にかけて10年ごとに0.1℃以上の温暖化が進み、南極半島は20世紀中頃以降に3℃の温暖化が確認されている。南極海は他のどの海洋よりも多くの海洋熱を吸収しており2,000メートル以深では顕著な温暖化が見られており:1230 、西南極周辺の海洋は1955年以降1℃温暖化した。
南極海の温暖化は南極大陸棚氷の弱体化または崩壊を引き起こしている。東南極氷床は内陸では氷を増加させ続けているものの、多くの沿岸の氷河は後退しており、南極全体では氷損失をもたらしている:1264 。2100年までに南極からの氷損失は世界の海面上昇に約11センチメートルを加えると予測されている。海洋氷床不安定性が2100年以前に引き起こされた場合、西南極はさらに数十センチメートルを寄与する可能性がある:1270 。より大きな温暖化が進行した場合この不安定性ははるかに起こりやすくなり、21世紀の世界の海面上昇を2倍にする可能性がある。
氷の融解によって生じる淡水は塩分濃度の高い南極底層水を希釈し 、南極海深層循環（SOOC）の下層セルを弱めている:1240。いくつかの研究によれば、SOOCの完全な崩壊は地球全体の気温が1.7℃から3℃の間で上昇した場合に起こる可能性があるが、影響が完全に現れるには数世紀かかるとされる。その影響は、南半球での降水量の減少と北半球での降水量の増加・南極海での漁業の衰退・特定の海洋生態系の崩壊の可能性などである。多くの南極の生物種はまだ発見されていないが南極植物相の増加が記録されており、ペンギンのような大型動物はすでに生息地への脅威に直面している。また無氷地帯では、永久凍土融解により温室効果ガスやかつて凍結されていた汚染物質が放出されつつある。
西南極氷床は、2020年の水準から気温を2℃下げない限り完全に融解する可能性が高い。この氷床の喪失には500年から13,000年かかるとされているが、崩壊した場合、山岳地帯に氷帽が残された場合で3.3メートル、氷帽も融解すると4.3メートルの海面上昇が生じる。一方はるかに安定している東南極氷床の融解は、現在の温暖化レベルで0.5〜0.9メートルの海面上昇にとどまり、氷床全体融解時に生じる53.3メートルのごく一部と見積もられている。しかし温暖化が約3℃の場合東南極でも、ウィルクス盆地やオーロラ盆地のような脆弱な地域が約2,000年かけて崩壊し最大で6.4メートルの海面上昇を引き起こす可能性がある。

## 温暖化

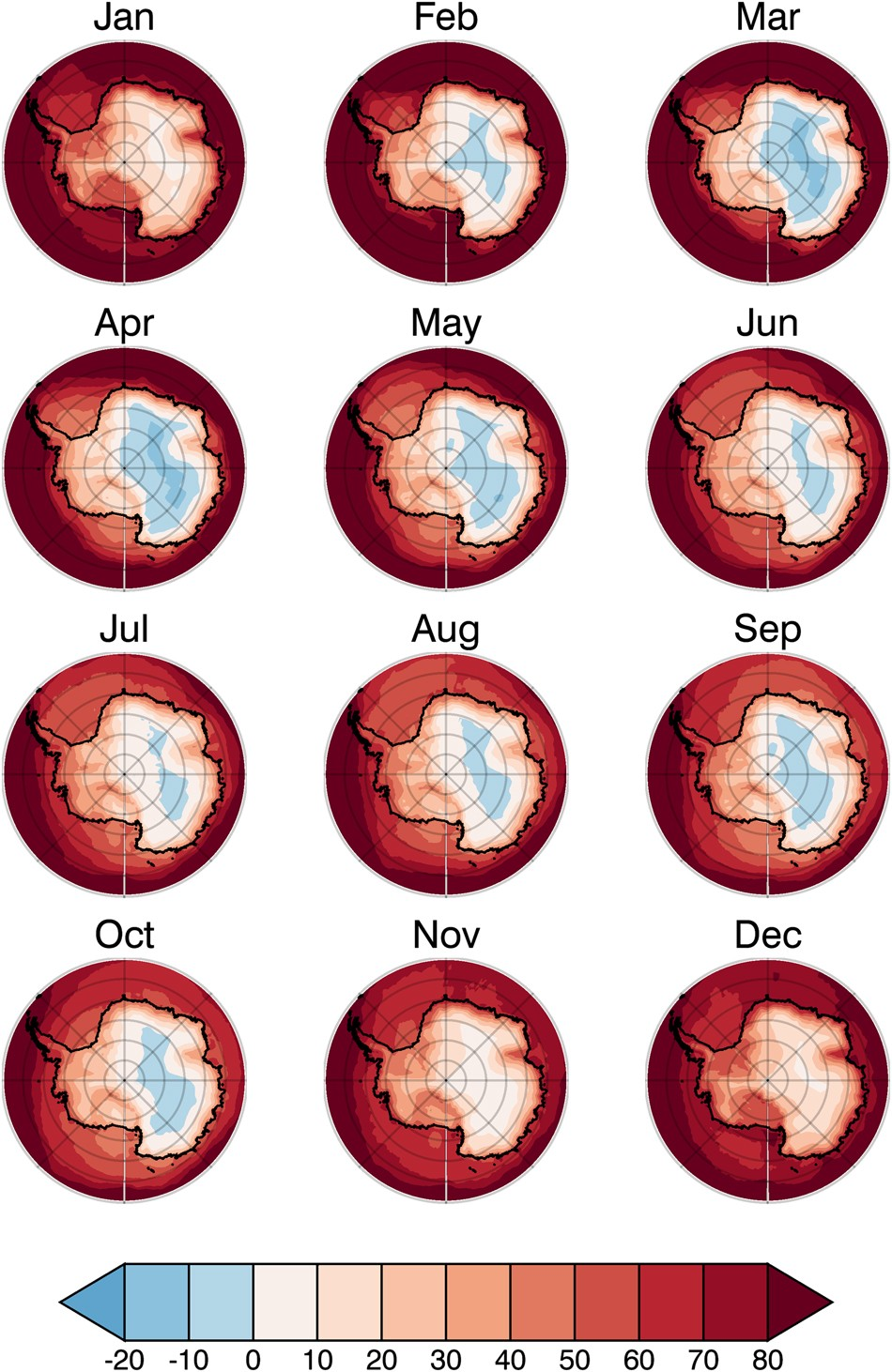
東南極の一部（青色で示された地域）は地球上で唯一定常的に南半球夏季3ヶ月（11-1月）を除き負の温室効果がみられる場所であるが、この効果は高度な温暖化シナリオでは消失すると考えられている。

南極は地球上で最も寒く最も乾燥し最も平均標高が高い大陸である。高いアルベド（反射率）を持つ広範囲に通年存在する海氷は氷床自体の明るく白い表面のアルベドをさらに高めている。南極はまたその寒冷さにより、地球上で唯一毎年冬に大気の温度逆転が発生する場所である。通常、大気は地表付近が最も暖かく高度が上がるにつれて冷たくなるが、南極中央部の冬では地表が中層高度よりも冷たくなる。これは温室効果ガスが中層大気に熱を閉じ込め、地表や宇宙への熱の流れを妨げるためであり、大気の下層から上層への熱の流れを妨げる通常の温室効果とは逆である。

大陸全体に常設された気象観測所は20か所未満で内陸部にはわずか2か所しかなかった。自動気象観測装置の設置は比較的遅くその観測記録も20世紀の大半では短期間にとどまった。衛星気温観測は1981年に始まり通常は雲のない条件に限定されるため、大陸全体を代表するデータセットが登場するのは20世紀の最終盤になってからであったが、例外は南極半島である。ここでは顕著な温暖化がよく記録されており、20世紀中頃以降は3℃温暖化したことが判明している。

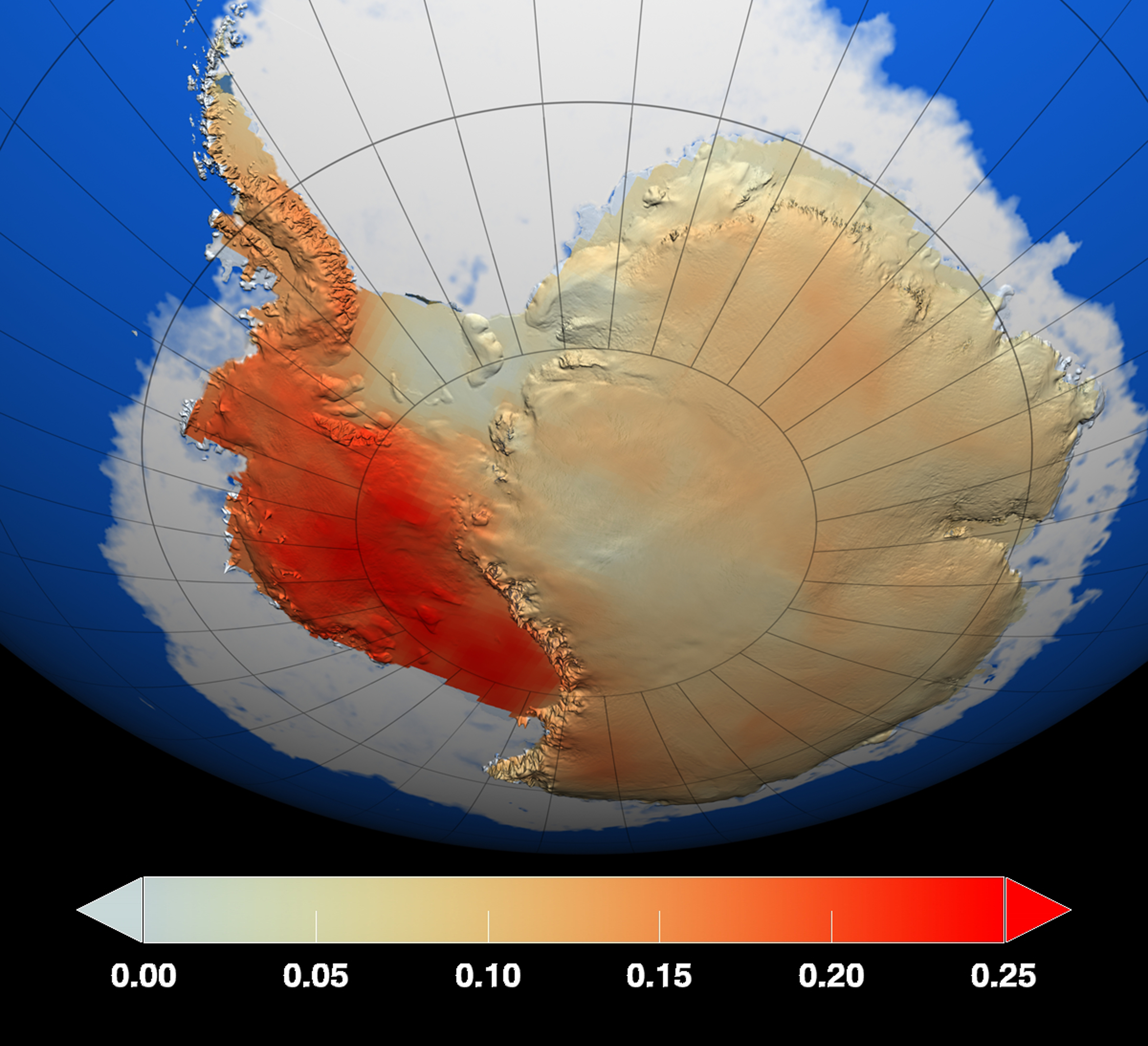
南極の表面気温の傾向（10年ごとの℃）。赤色の濃さがその地域の1950年代以降の気温上昇度を示している。西南極に著しい温暖化が見られる。

2009年までには、過去の気象観測所のデータと衛星観測を組み合わせ、1957年までさかのぼる一貫した気温記録を作成することが可能になった。それにより南極全体平均で10年ごとに0.05℃以上の温暖化が確認され、東南極の寒冷化は西南極での少なくとも0.176 ± 0.06℃の平均気温上昇によって相殺されていることが示された。この研究は広く報道され 後続の研究でも20世紀の西南極における明確な温暖化が確認され、残される不確実性は温暖化の程度であった。2012〜2013年にはWAIS Divideの氷床コアとバード基地の改訂気温記録に基づく推定により、1958年以降の西南極の気温上昇は2.4℃＝10年あたり約0.46℃であることが示唆された。一部の科学者は引き続き不確実性を強調しつづけたが、2022年には西南極氷床中央部の1959年から2000年にかけての温暖化が10年あたり0.31℃と絞り込まれ、人間活動による温室効果ガス濃度の増加が原因であることが確定的になった。同時にマクマード乾燥谷での強い寒冷化は局地的な傾向であることが確認された。

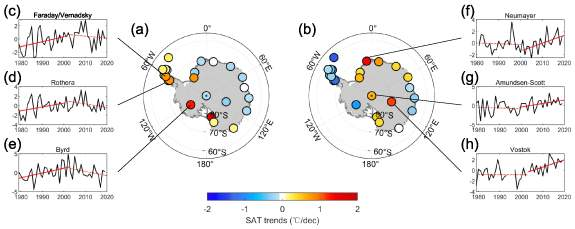
1980年代と1990年代には東南極が寒冷化した一方で、西南極は温暖化していた（左側）が、この傾向は2000年代および2010年代にはほぼ逆転した（右側）。

2000年以降も南極全体の温暖化傾向は継続し、2020年2月には大陸史上最高気温である18.3℃が記録され、2015年3月の従来の記録（17.5℃）を上回った。東南極内陸部も2000年から2020年の間に明確な温暖化を示し 、特に南極点では1990年から2020年の間に10年あたり0.61 ± 0.34℃の気温上昇があり、これは世界平均の3倍である。一方で、太平洋十年規模振動（IPO）や南極振動（SAM）などの大気循環パターンの変化によって、西南極の温暖化は鈍化あるいは一部逆転し、南極半島では2002年以降に寒冷化が見られた 。これらのパターンの変動は自然なものであるが、過去のオゾン層破壊によりSAMは過去600年間で最も強くなっていた。2002年頃からモントリオール議定書によるオゾン層回復に伴ってSAMが逆転することが予測されており 、これらの変化はその予測と一致している。 
最も激しい気候変動シナリオであるRCP8.5では南極の地表気温は2070年までに3℃上昇し、2100年までには平均で4℃上昇すると予測されており、同時に2100年までに降水量が30%増加し海氷が30%減少する。また南極海水温も南緯50度以南で2070年までに約1.9℃上昇するとされている。RCPシナリオは2000年代後半に開発されたものであり、2020年代初頭の研究では、RCP8.5はより中程度なシナリオ（RCP4.5など）に比べて実現可能性が低いとされている。RCP4.5は最悪のシナリオとパリ協定の目標との中間に位置する。パリ協定の目標に概ね一致する低排出シナリオの場合、2070年までに南極地表および海洋の温暖化は1℃未満にとどまり、海氷の減少は15%未満、降水量の増加も10%未満となる。

### 2024年南極熱波
2024年3月（注：南極では夏）、南極大陸に熱波が襲い平均気温を39°C上回る気温に達した。この高温でローマのサイズに匹敵する規模の氷床が破壊し南極海に流入した。この熱波により南極大陸のいくつかの地域で気温が通常より最大22°C高くなり海氷が大幅に減少した。この現象は54人のメンバーからなる主要な国際的な研究プロジェクトによって広範な調査が行われ、熱波の原因の複雑さは「頭が痛くなるほど」だと表現された。
複数の著名な気候学者および気象学者は、この熱波に対して強い恐れと不安を表明した。カリフォルニア大学サンディエゴ校の地球物理学者ジャミン・グリーンバウムは、東南極での毎年の氷の融解の増加を観察し、今後数年間の南極での熱波とその影響に対する恐怖を表明し、ミシガン大学環境持続可能性学部の気候科学者ジョナサン・オーバーペックはこの熱波を「人為的気候変動が地球に与える影響の”目を剥く”兆し」と述べた。
さらに同年7-8月（注：南極では冬）にも熱波が襲い、通常の平均気温が零下約50～60℃のところが零下約25～30℃と記録破りの気温上昇となった。専門家によると南極圏の上空を循環する極渦（冷たい寒気の渦 ）が崩壊している可能性があるためという。この現象は約20年に一度の頻度でしか発生しないとされ、しかも南極では過去2002年に一度発生したのみである。気象学者の多くは人為的気候変動の影響が及んでいる可能性を示すデータが増えていると指摘している。

## 海洋循環への影響

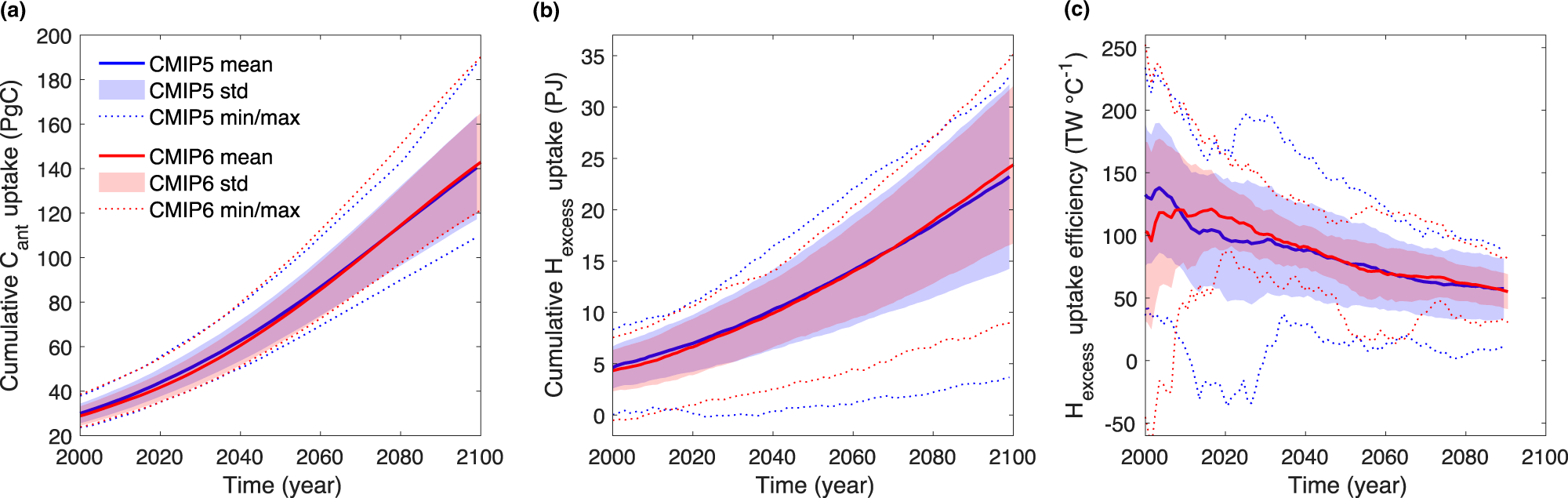
現在のところは起こりにくいと考えられている最も深刻な気候変動シナリオであっても、南極海は21世紀の間はさらに多くの二酸化炭素（左）と熱（中央）を引き続き吸収し続けるとされている。しかし現在と比べて、温暖化が1度進むごとに吸収される熱（右）や排出量の割合は小さくなる。

1971年から2018年の間、地球温暖化による熱エネルギーの90%以上が海洋に吸収された。そのうち南極海は最も多くの熱を吸収しており、2005年以降は海洋に入る全熱量の67～98%を占めていた。西南極の海洋表層の温度は1955年以降で1℃上昇しており、 また南極周極流（ACC）も平均より速く温暖化している。南極海はまた非常に重要な炭素吸収源でもある 。こうした特性は、全地球の熱塩循環の半分である南極海オーバーターン循環（SOOC）と関係している。このため地球温暖化が2℃に達する時期の予測は、総排出量以外ではこの循環の強さに何よりも大きく依存している。

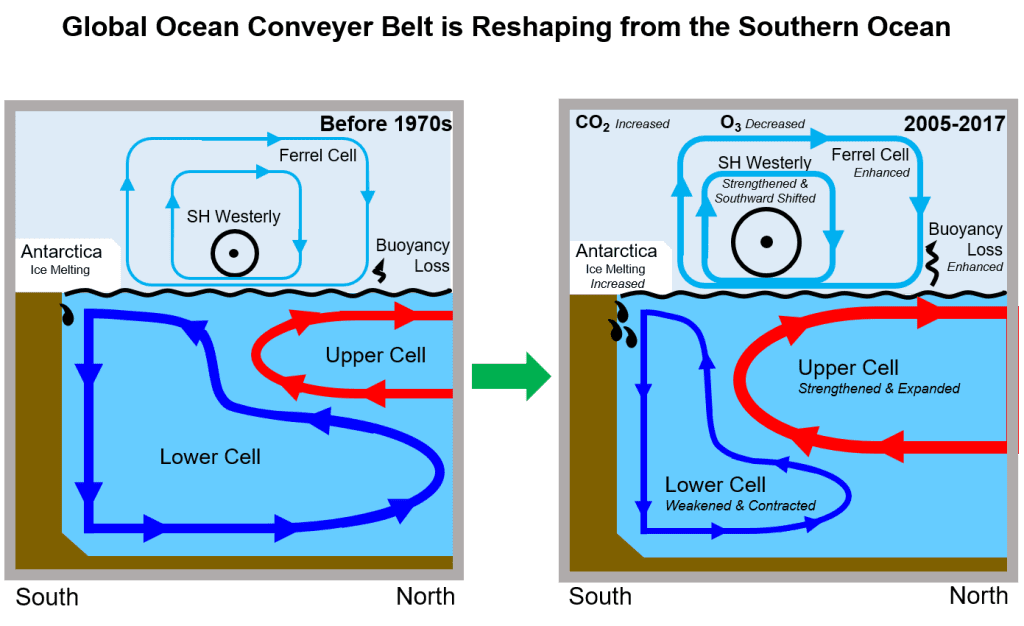
1970年代以降、南極海オーバーターン循環（SOOC）の上層セル（赤）は強化し下層セル（青）は弱体化している。

このSOOC循環のうち小さい上層セルは風や降水量の影響を最も強く受け、大きな下層セルは南極底層水の温度と塩分によって決まる。1970年代以降上層セルは50～60%強化し下層セルは10～20%弱体化した。この変化の一部は、太平洋数十年規模振動（IPO）の自然な周期も関係しているが気候変動も明確な役割を果たしており、風や降水量のパターンを変化させる南極振動（SAM）のシフトを引き起こしている。西南極氷床の侵食から生じる淡水の融解は、塩分濃度が高く年間1100〜1500億トンの速度で流れる:1240南極底層水を希釈する。2010年代には西南極における氷棚の融解が一時的に減少し、南極底層水と下層セルを部分的に回復させたが、今後はさらに融解が進み循環がさらに衰退すると予測されている。
底層水が弱まり、より温かくより塩分濃度の低い表層水の流れが強まるにつれて、表層水はいっそう浮力が高くなり、それが沈降して底層水と混ざる可能性が低くなることで海洋成層化が進行する 。ある研究では、最悪の気候変動シナリオ下では循環の強さが2050年までに半減するとしており、その後にはさらに大きな損失さえ発生しうる。古気候学データによれば、この循環全体は過去にも大きく弱まったり完全に崩壊したりしたことがあり、初期的な研究では地球温暖化が1.7℃から3℃の範囲に達すると、そのような崩壊が起きやすくなる可能性があるとされているが、この見積もりは他の多くの気候ティッピングポイントよりは不確かである。このような崩壊は長期的であり、ある推定では今世紀中ではなく2300年前頃に起こるとされている。より広く研究されている大西洋子午面循環（AMOC）と同様、SOOCの大幅な減速または崩壊は地域的および地球規模で大きな影響をもたらし、その想定される影響は、南半球諸国の降水量の減少・北半球における降水量の増加・南極海における漁業の衰退・一部の海洋生態系の崩壊などである。これらの影響は数世紀にわたって現れると考えられているが現在までに行われた研究は限られており、具体的な内容についてはまだわかっていない。

## 雪氷圏への影響

### 氷の量の全体的な変化
南極は地域ごとに気温の傾向が異なるため、沿岸部では質量を失っている場所がある一方で、内陸部では質量を増している場所もある。このような対照的な傾向と地域の遠隔性により、平均的な傾向を推定することは困難である。
2018年氷床質量収支相互比較プロジェクト（IMBIE）はそれまでのすべての研究とデータを体系的に見直し、西南極氷床が1992年の53 ± 29 Gt（ギガトン=10億トン）から、調査の最終5年間では159 ± 26 Gtに増加したと推定した。南極半島では年間20 ± 15 Gtの損失があり、2000年以降には年間およそ15 Gtの損失増加が見られ、その大部分は棚氷の消失によるものであった。このレビューによると1992年から2017年にかけて南極では合計2,720 ± 1,390 Gtの氷が失われ、年間平均では109 ± 56 Gtでありこれは約7.6ミリメートルの海面上昇に相当する。
2021年の分析では、Envisat・欧州リモートセンシング衛星・GRACEおよびGRACE-FO・ICESatの4つの研究衛星のデータに基づき、2012年から2016年までの年間質量損失は約12Gtとされた。これは東南極での氷の増加が従来の推定よりも大きく西南極の損失の大部分を相殺したためである。東南極氷床は気温が上昇しても質量を増やすことができる。これは気候変動の水循環に対する影響により降水量が増え、それが凍結し堆積するからである:1262。

### 21世紀の氷減少と海面上昇

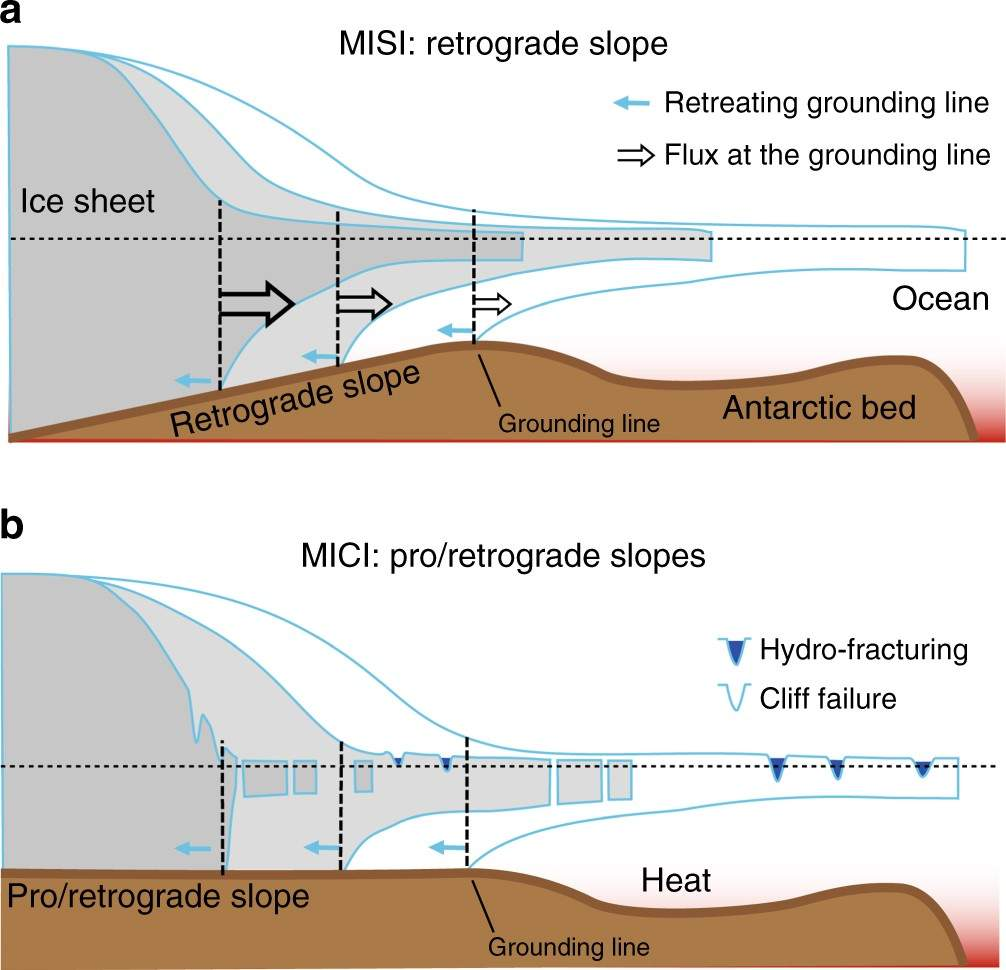
海洋氷床（上）と海洋氷崖（下）不安定性の機構

南極の氷損失は世界の海面を2100年までに約11センチメートル上昇させると予測されているが:1270、以下に述べるプロセスにより西南極がさらに多くの海面上昇に寄与する可能性もある。海洋氷床不安定性（MISI）は、氷床が十分な質量を失った後、暖かい海水が海底と氷床の間に入り込む可能性を指す。海洋氷崖不安定性（MICI）は、棚氷に支えられなくなった高さ100メートルを超える氷崖が自重によって崩壊する可能性を指すが、このプロセスは2021年までには観測されたことがなく一部のモデルでのみ見られる。しかしこれらMISIとMICIにより氷床や氷崖が崩壊すると、2100年までに南極が引き起こす海面上昇は、低排出シナリオでも41センチメートル、高排出シナリオでは57センチメートルに達する可能性がある:1270。
一部の科学者はさらに高い推定値を出しているが、すべての科学者が一致しているのは、南極の融解は高い温暖化シナリオのもとでより大きな影響を与え、その場合21世紀全体の海面上昇は2メートル以上に達する可能性があるということである。ある研究によると、パリ協定が順守されて温暖化が2℃に抑えられれば、南極の氷の損失は2020年のペースで21世紀を通じて続く。しかし温暖化が3℃に達すると2060年以降に氷の損失は加速し、2100年までには年間0.5センチメートルずつ海面を上昇させ始める。

### 長期的な海面上昇

各国が温室効果ガス排出を大幅に削減した場合（RCP4.5: オレンジ色）、2100年までの海面上昇は0.3–0.6メートルに抑えられる。排出が増加した場合（RCP8.5: 赤色）、2300年までに海面は5メートル上昇する可能性があり、さらに大規模な海面上昇は東南極を含む南極からの大量の氷の喪失を伴うであろう。

2100年以降も海面は上昇を続けるがそのペースは大きく異なる可能性がある。気候変動に関する政府間パネル（IPCC）の最新報告（気候変動における海洋と氷圏に関する特別報告書および第6次評価報告書）によると、低排出シナリオでは中央値で16センチメートル、最大で37センチメートルの上昇が予測されている。高排出シナリオでは中央値1.46メートル、最小60センチメートル、最大2.89センチメートルの上昇が見込まれている。
西南極氷床は東南極氷床よりもはるかに小さく海面下深くに接地しているため、長期的には非常に脆弱である。西南極の氷がすべて融けた場合、世界の海面は4.3メートル上昇する。海水と接触していない山岳氷帽はそれほど脆弱ではないが、氷床は大部分が海面下にある。西南極氷床の崩壊により約3.3メートルの海面上昇が発生する。このような崩壊は、125,000年前の最終間氷期にも21世紀初頭現在と同様の気温で発生したとわかっているので、もはや避けられないと考えられている 。アムンゼン海も、このまま進行すれば氷床の崩壊が避けられない速度で温暖化が進行している。
2020年の研究によると、西南極の氷の喪失をいったん引き起こすと、それを逆転させる唯一の方法は地球の平均気温を産業革命前より1℃、2020年よりも2℃低下させることである。2022年の研究は西南極氷床の喪失は短くとも500年、長ければ13,000年かかると見積もった。いったん氷床が失われると氷に覆われていた土地がアイソスタシー隆起し、それによりさらに1メートルの海面上昇がその後の1,000年間で発生する。氷床の氷河を安定化させる気候工学の介入によって、その損失を数世紀遅らせ環境が適応する時間を稼ぐ提案もあるが、これは不確実であり史上最大級の費用を要するプロジェクトの1つになると考えられている。　

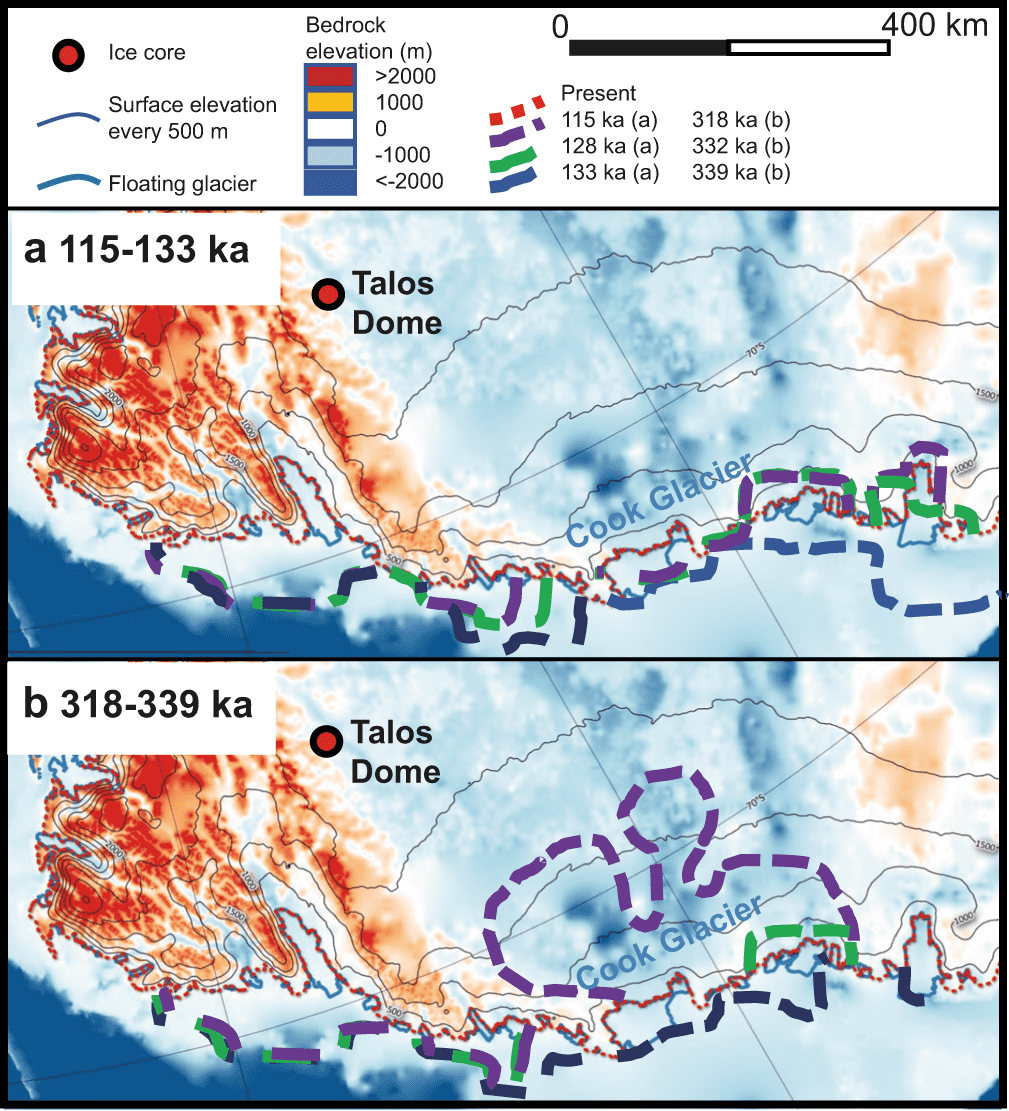
最終間氷期（約12万年前）および更新世間氷期（約33万年前）におけるウィルクス海盆のクック氷河の後退は、それぞれ0.5および0.9メートルの海面上昇に相当する。

東南極氷床は西南極氷床よりもはるかに安定しており、東南極の氷がすべて失われるには、5℃から10℃の地球温暖化と少なくとも10,000年の時間が必要である 。しかしその一部例えばトッテン氷河やウィルクス海盆などは海面下の脆弱な氷底盆地にある。これらの崩壊は地球温暖化が3℃に達した時点で始まる可能性があり、2℃から6℃の間でも不可逆になる可能性がある。これらの氷底盆地の崩壊が臨界閾値に達した場合、その損失は約2,000年（最短500年最長10,000年）かけて進行する。
これらすべての氷が失われた場合、海面は1.4から6.4メートルの間（使われた氷床モデルによる）で上昇すると見積もられる。また新たに無氷となった土地のアイソスタシー隆起により海面はさらに8から57センチメートル上昇する。更新世からの証拠によると、部分的な氷の喪失はより低い温暖化レベルでも起こり得る。ウィルクス海盆は、最終間氷期の115,000年から129,000年前の間に約0.5メートル、海洋酸素同位体ステージ9（318,000年から339,000年前）の間に約0.9メートルの海面上昇に寄与したと推定されている。

### 永久凍土の解凍

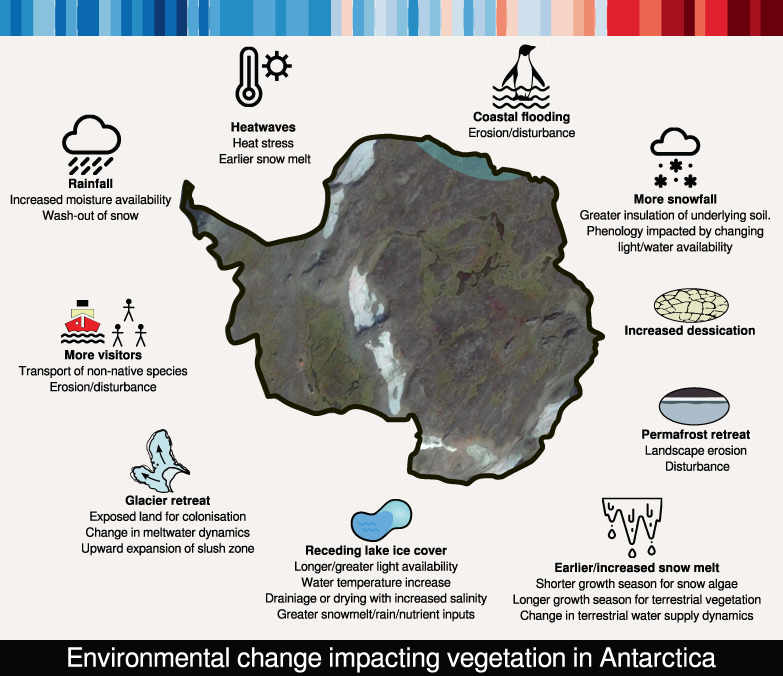
永久凍土の融解は、温暖化する南極大陸で進行中のプロセスの1つである。

南極圏には北極圏に比べて永久凍土ははるかに少ない。しかし北極圏と同様、温暖化により永久凍土が融解し、土壌の侵食や植物分布の変化を引き起こす。永久凍土の融解は温室効果ガスの排出につながるが、南極圏の永久凍土の体積は北極よりもはるかに小さいため気候変動の主要な要因とは見なされていない。しかし南極圏の永久凍土には、発がん性や肝臓毒性のあるベンゾ[a]ピレンなどの多環芳香族炭化水素を含む残留性有機汚染物質（POPs）や、繁殖成功率の低下や免疫系の障害に関係するヘキサクロロベンゼン（HCB）・DDTなどのポリ塩化ビフェニルが含まれている。さらに南極圏の土壌には水銀、鉛、カドミウムなどの重金属も含まれており、これらはみな内分泌攪乱、DNA損傷、免疫毒性、生殖毒性を引き起こしうる。これらの化合物は汚染された永久凍土が融解すると放出され、生物蓄積と生物濃縮により食物連鎖全体に広がる。

## 生態系への影響

### 海洋生態系
南極の生物種のほとんどは海洋性である。2015年までに南極で発見され分類学的に認められた種は8,354種であり、このうち海洋性でない種はわずか57種であった。南極には最大で17,000種の生物が存在する可能性がある：南極周辺の海洋の90%は水深1,000メートルを超えているが、底生生物のサンプルのうちこの深さで採取されたのは30%にとどまる。南極大陸棚では、海洋の温暖化により底生帯のバイオマスが増加する可能性があり、これは特に海藻類にとって有利であると考えられている。大多数の南極種の脆弱性はまだ評価されていないものの、固有の底生種のおよそ12%が他種に淘汰されて絶滅する恐れがある:2327 。

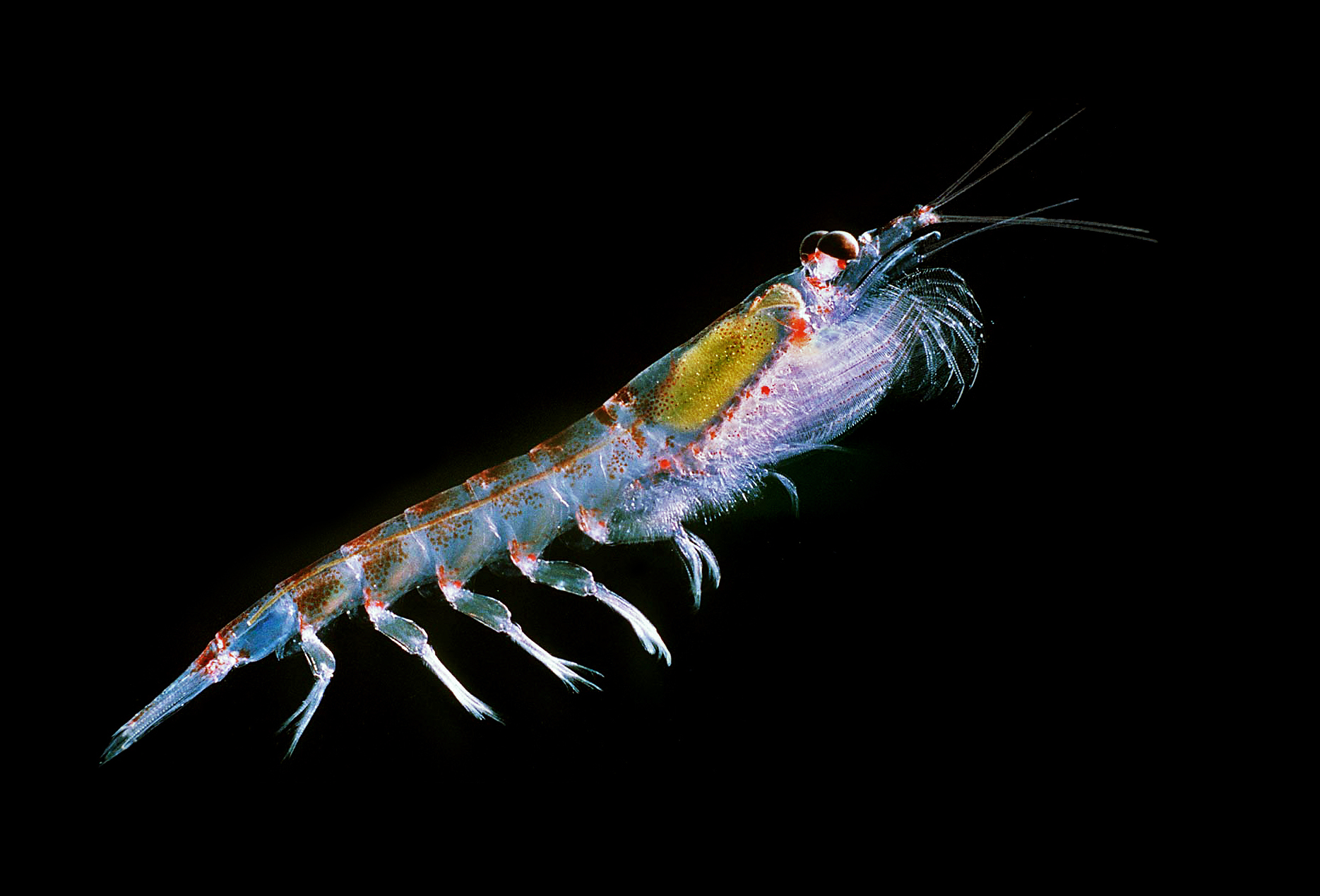
ナンキョクオキアミ（Euphasia superba）は1970年代以降、南極海南西部の一部地域で減少している。

北極海とは異なり、観測される限りでは南極海全体において海洋一次生産量の変化はほとんど見られていない:2327。2100年以降には南極海の一次生産量が増加しうるという推定もあるが、この増加は多くの栄養素が他の海域へ運ばれるのを妨げ、他の地域の生産量低下を引き起こす可能性がある:2329。一部の微生物群集は海洋酸性化の影響を受けており、今後の酸性化が浮遊性動物（プテロポッド）といった動物プランクトンに脅威をもたらしうる:2327。ナンキョクオキアミは南極の食物網の鍵となる生物種であり、植物プランクトンを摂取し魚類やペンギンの主食である。その数は1970年代以降、南極海南西部の一部地域で減少している。将来的にナンキョクオキアミはウェッデル海のような最も急速に温暖化している海域を放棄する可能性が高く、氷魚は南極諸島周辺の棚水域では生存不適となるかもしれない:2327。こうした放棄された地域では、オキアミに代わってサルパ類のような種が定着する可能性がある。
オキアミやカイアシ類の個体数の変化や減少は、過去の捕鯨によって激減したヒゲクジラ類の個体数回復を妨げていることが知られている。温暖化が反転しない限り、ヒゲクジラは移動経路の変更を余儀なくされるか、地域的絶滅に直面しうる。他の多くの海洋種も海水温の上昇に伴って南極海域へ移動してくると予想され、在来種との競争を引き起こす。一部の研究によれば、3℃の温暖化で南極の生物多様性は約17%減少し、生息可能な気候地域は50%縮小するとされている。全体として温暖化の下では地域の漁業価値も減少する。

### ペンギン類

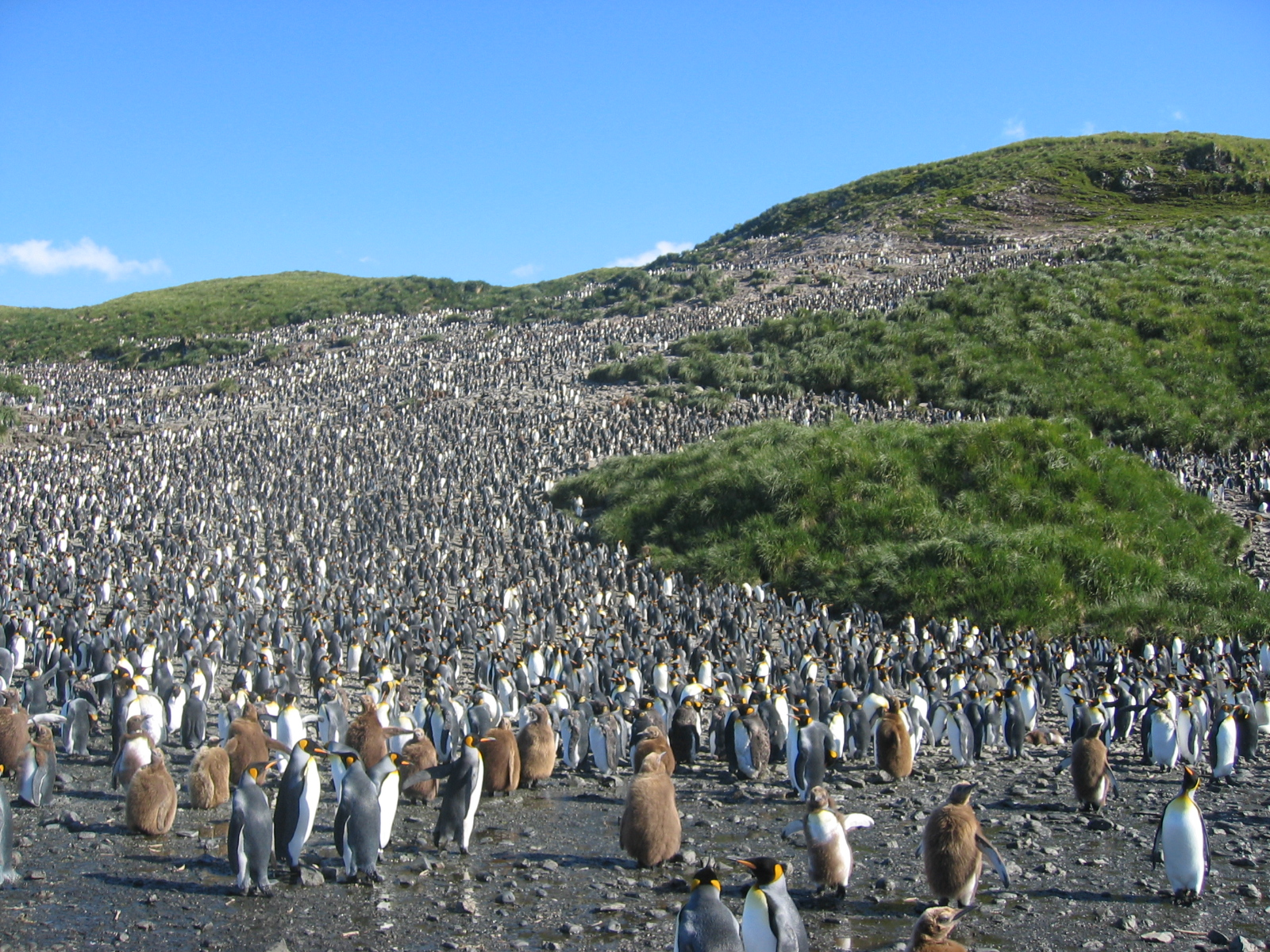
殆どのペンギンは南極の気候変動の脅威に晒されている。

ペンギンは南極の食物網の頂点に位置しておりすでに温暖化の影響を大きく受けている。氷のないところでコケを素材として営巣するジェンツーペンギンは、これまでアクセスできなかった地域にまで分布を広げ、個体数を大きく増やしているが、アデリーペンギン・ヒゲペンギン・コウテイペンギン・キングペンギンの個体数は減少している:2327。これら脆弱なペンギン種が温暖化に対処するには順応・適応・または分布域移動によるが、分布域移動は元の生息地での絶滅を意味する。
2014年に発表されたマゼランペンギン最大のコロニーに関する27年間の研究によれば、気候変動による極端な天候によるヒナの平均年間死亡率は7%であり、ある年では最大50%を占めていた。このコロニーの繁殖ペアは1987年以降24%減少している。ヒゲペンギンの個体数もまた、主にナンキョクオキアミの減少により減っている。アデリーペンギンは2060年までに西南極半島沿岸のコロニーが約3分の1（全体の約20%）減少すると見積もられている。
早くも2008年には、南極海の水温が0.26℃上昇するごとにキングペンギンの個体数が9%減少するとの推定がなされていた。最悪の温暖化シナリオでは、キングペンギンは現在の8つの繁殖地のうち少なくとも2つを永久に失い、絶滅を避けるためには種の70%（110万ペア）が分布域移動を余儀なくされる。コウテイペンギンも同様のリスクにさらされており、温暖化抑制策が取られない場合、2100年までに種の80%が絶滅の危機に瀕すると見積もられているが、温暖化抑制が取られた場合、この数値は2℃目標で31%、1.5℃目標で19%にまで低下させうる。
2022年、南極の海氷面積は過去最低（当時）となり、コウテイペンギン繁殖に壊滅的な失敗をもたらした。低海氷の地域的な異常値が最も大きかったのは、南極半島西側のベリングスハウゼン海中部および東部地域であった。衛星画像によるコウテイペンギンのコロニーの地域的な繁殖状況調査により、この地域の5つの繁殖地のうち1か所を除くすべてで、2022年の繁殖期の巣立ち期開始前の海氷崩壊後に完全な繁殖失敗となったことが明らかであった。この海氷減少傾向が続けば早ければ今世紀中にコウテイペンギンは絶滅の可能性がある。米国魚類野生生物局は2022年10月、コウテイペンギンを絶滅の危機に瀕する種の保存に関する法律（ESA）に基づく絶滅危惧種に指定した。

### 植生

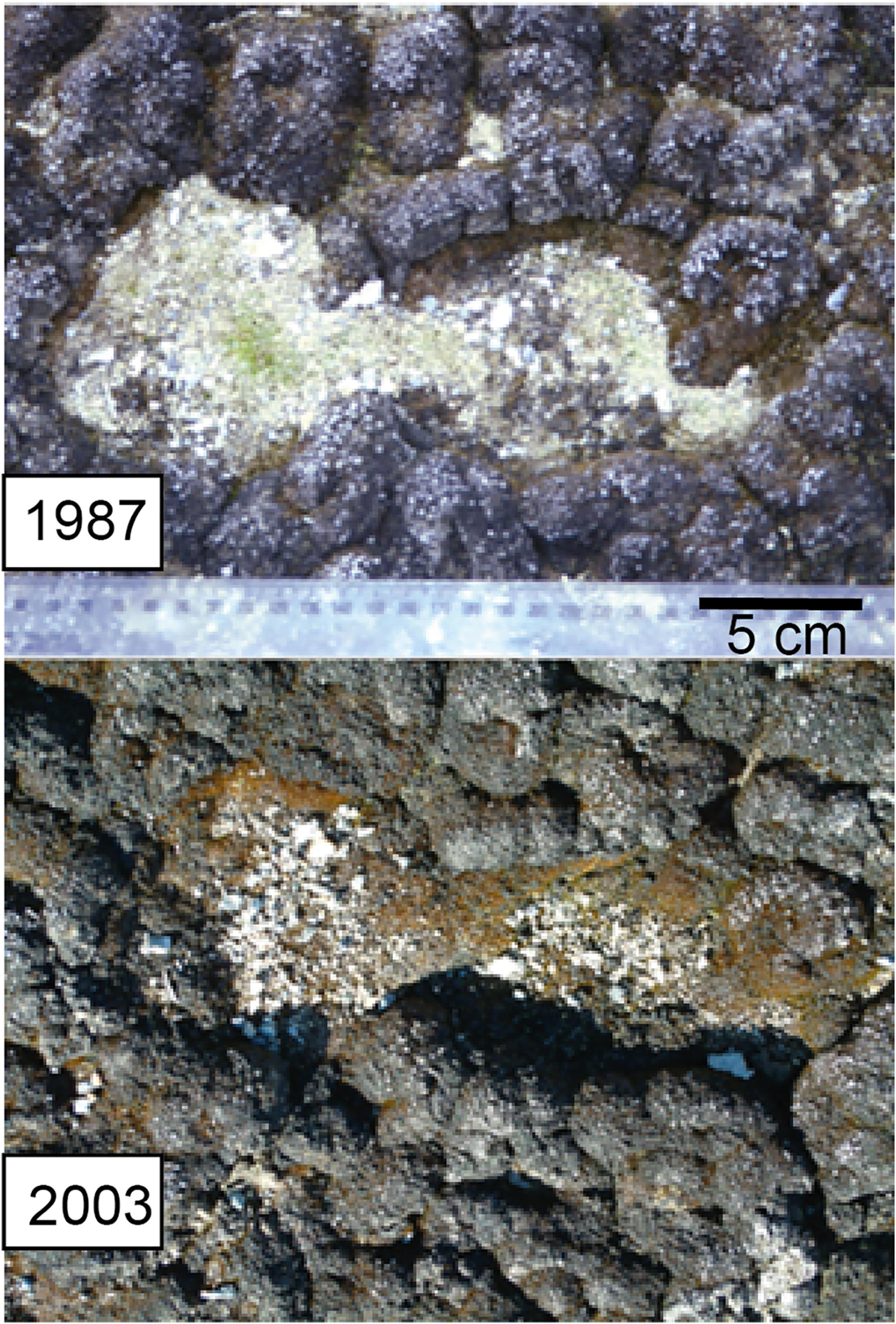
1987年にテイラー・バレーに残された足跡は2003年にも残っており、踏みつけられたコケ群落は依然として撹乱されたままである。

南極大陸では、地衣類（386種）・コケ類（133種）・氷藻・苔類（27種）は主に沿岸部に分布している。南極半島では緑雪藻のバイオマスは合計約1,300トンに達する。氷河が後退すると、新たに露出した地域に先駆植物の地衣類が定着する。南極半島の温暖化によりコケの成長速度は4倍に増加している一方で、乾燥化が進んでいる南極内陸部では、温暖化にもかかわらずコケの個体群が減少している。東南極の降水量の減少は、多くの緑色コケを赤や茶色に変化させている：Schistidium antarctici は減少し、乾燥に強い Bryum pseudotriquetrum や Ceratodon purpureus が増加している。同様にリビングストン島のように温暖化による降水の影響が少ない地域では地衣類の成長が促進されているが、南シェトランド諸島のように降雪が激しくなった地域では雪に埋もれる頻度が増え、地衣類が減少している。
南極オゾンホールはUV-B放射増加により植生を障害し光合成能力を低下させていることが観察されている。さらに温暖化により南極にくる人間が増加している。南極植物相はかつて人類の存在を経験したことがなく足跡ひとつでもその生息環境への直接の影響が大きい。南極研究基地に追加滞在する1人の者が平均しておよそ1,000のサッカー場分の面積を撹乱するとされている。

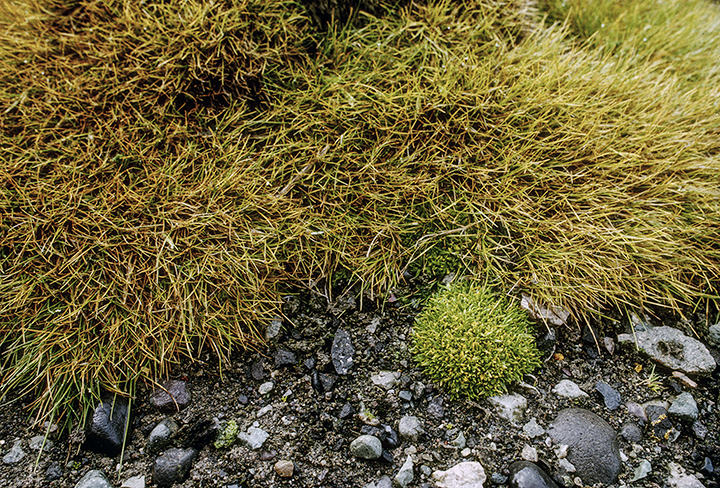
南極唯一の被子植物であるナンキョクコメススキ（上）とナンキョクミドリナデシコ（下）。温暖化が進めば外来種が侵入しこれらと競合すると予想されている。

南極大陸で唯一の在来維管束植物は、ナンキョクコメススキとナンキョクミドリナデシコであり、いずれも南極半島に分布している。気温の上昇により光合成が促進され、これらの植物は個体数と分布域を拡大しているが、温暖化と人間活動の増加により他の植物種も南極に侵入しやすくなっている。たとえばスズメノカタビラはすでに南極周辺諸島で安定した個体群を維持しており、今世紀半ばまでに南極沿岸部に定着する可能性が高いとされている。種子特性の分析に基づき、他に16種の植物が近い将来南極への侵入に成功する可能性があるとされている。

## 人間による攪乱

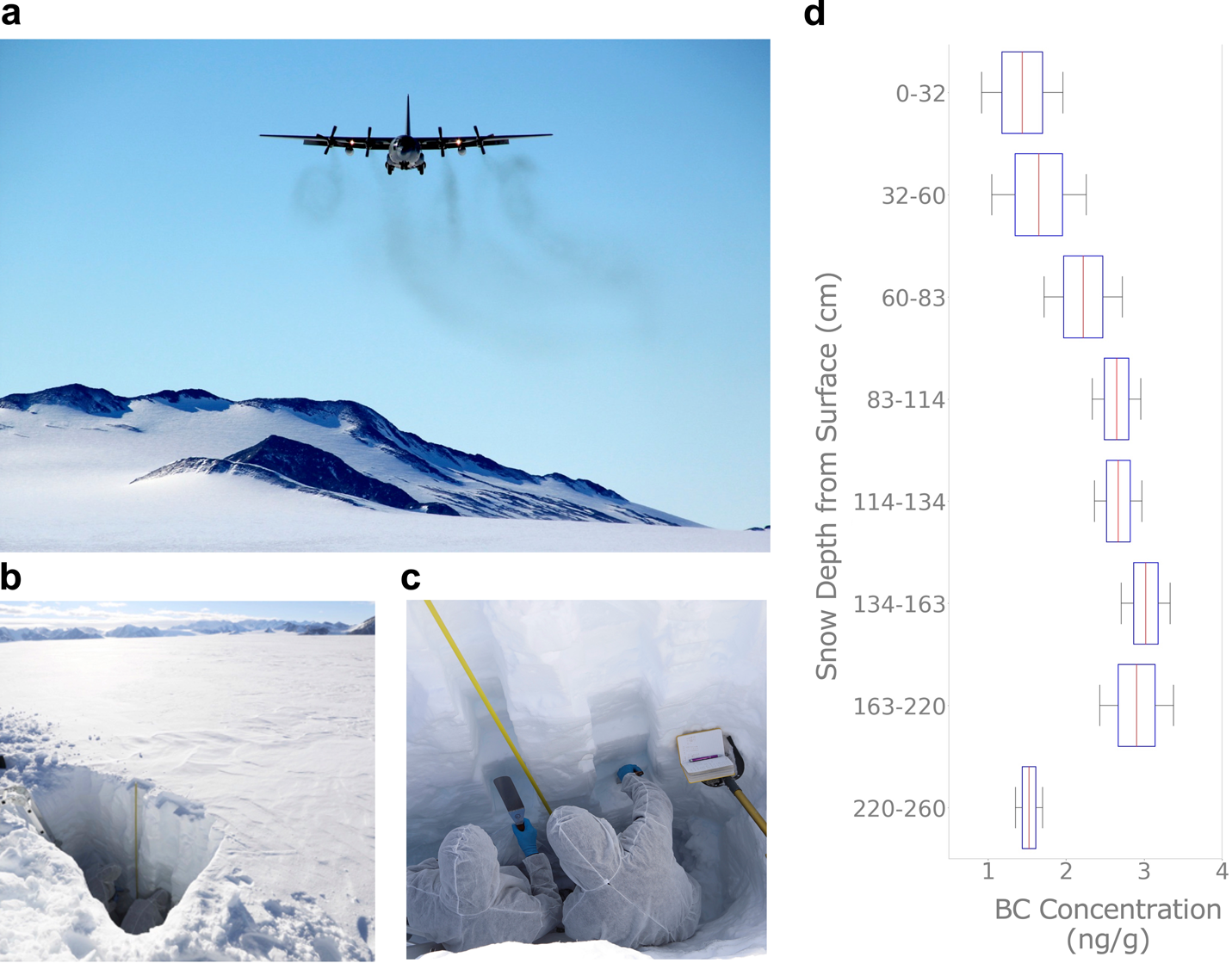
ユニオングレイシャーの氷の滑走路に着陸するプライベート機（左上）。この着陸により周辺の雪のブラックカーボン濃度が増加する（右）。このことは採取したサンプル（左下）で確認された 。

南極大陸はその遠隔性から世界で最も清浄な雪を持つ。しかし燃料の不完全燃焼により生じたブラックカーボン（煤煙）は風によって南極まで運ばれうる。ブラックカーボンが雪氷に蓄積すると、それらの反射率を低下させより多くのエネルギーを吸収させ、それにより融解が加速し融けた水がさらに太陽光の熱を吸収するというアイスアルベドフィードバックループが形成されうる。2020年の研究によれば、西南極および東南極全体でのブラックカーボンの影響はわずかであり、ある47年間の氷床コアでは約0.5%のアルベド低下しか観測されていなかった。しかし他の地域よりも人間活動が多い南極半島では最も高いブラックカーボン濃度となっている。観光地や研究基地の近くに蓄積したブラックカーボンは、夏季の雪の融解量を1平方メートルあたり5～23キログラム増加させる。

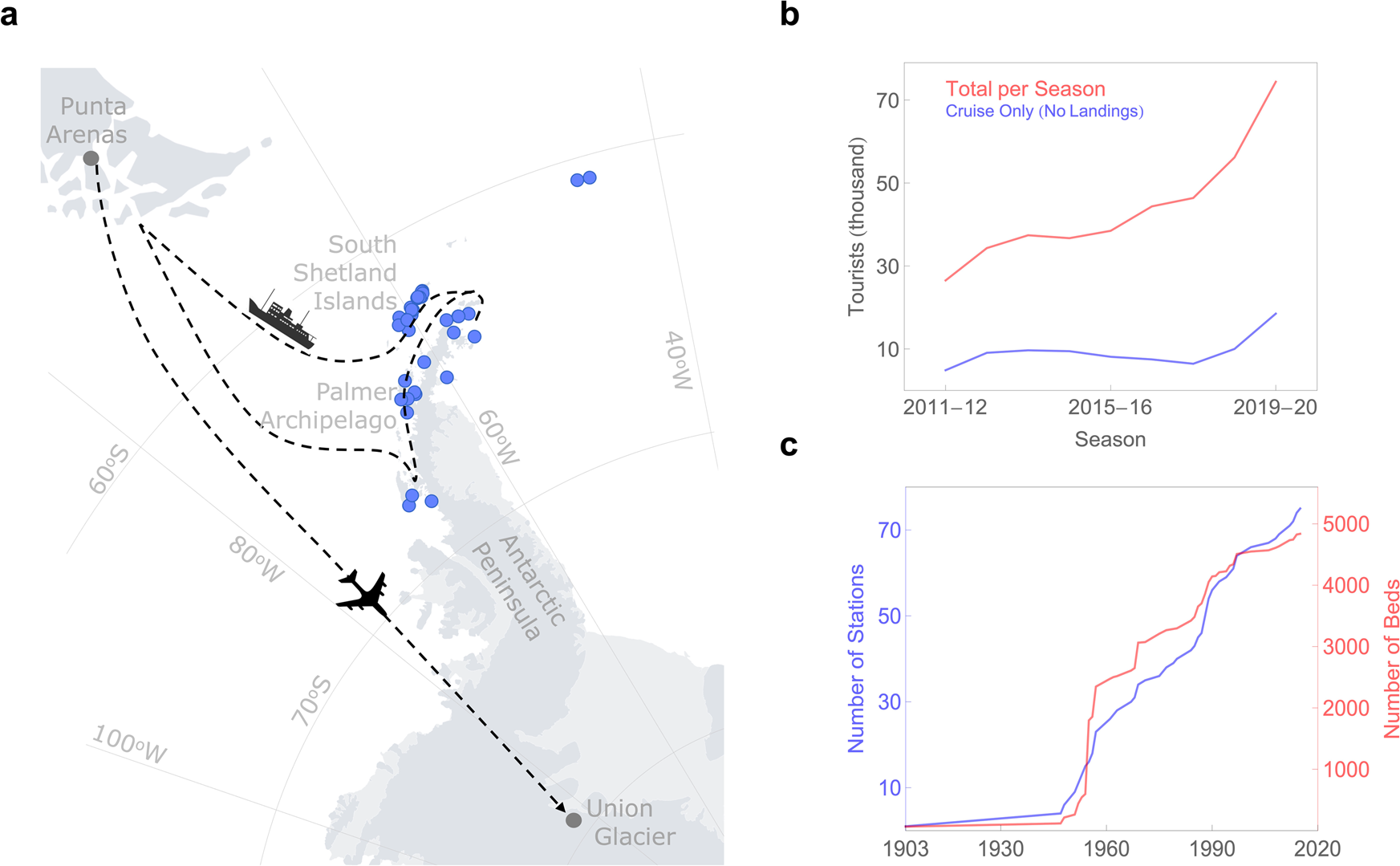
南極の研究基地の数は20世紀以降増加しており、観光も2010年代に急増した。

南極海域で航行する船舶は国際的な「極地コード（Polar Code）」に準拠しており、運用訓練や評価・油の排出管理・適切な下水処理・有害液体による汚染防止などの規定と安全対策を含む。
2020年以降南極への観光が激増しており、2019年末から2020年初頭にかけて74,400人の観光客が訪れた。産業・観光・研究施設の拡張を目的とした南極の開発はこの大陸に圧力をかけ、ほとんど手つかずであるという南極の特性を脅かす。氷が失われると南極の魅力は大きく損なわれる。意識を高め、南極の環境を保護するための投資や市民の支持を促進するような規制が必要とされている。
南極特別保護地域（ASPA）および南極特別管理地域（ASMA）は、南極条約によって動植物の保護を目的に指定されている。ASPAとASMAはいずれも立ち入り制限があるが、ASPAの方がより厳しい保護がなされている。しかし1980年代以降ASPAの指定は84%減少しており、観光の急増によって自然環境や生態系に新たなストレスが加わっている。多くの科学者はASPAのような保護地域の拡大を通じて南極の温暖化へのレジリエンスを高めることを提唱している。

## 引用
1. 1 2 3  Singh, Hansi A.; Polvani, Lorenzo M. (10 January 2020). “Low Antarctic continental climate sensitivity due to high ice sheet orography” (英語). npj Climate and Atmospheric Science 3 (1):  39. Bibcode: 2020npCAS...3...39S. doi:10.1038/s41612-020-00143-w.
2. ↑  Casado, Mathieu; Hébert, Raphaël; Faranda, Davide; Landais, Amaelle (2023). “The quandary of detecting the signature of climate change in Antarctica” (英語). Nature Climate Change 13 (10):  1082–1088. Bibcode: 2023NatCC..13.1082C. doi:10.1038/s41558-023-01791-5. ISSN 1758-6798.
3. 1 2  Clem, Kyle R.; Fogt, Ryan L.; Turner, John; Lintner, Benjamin R.; Marshall, Gareth J.; Miller, James R.; Renwick, James A. (August 2020). “Record warming at the South Pole during the past three decades” (英語). Nature Climate Change 10 (8):  762–770. Bibcode: 2020NatCC..10..762C. doi:10.1038/s41558-020-0815-z. ISSN 1758-6798.
4. 1 2 3  Xin, Meijiao; Clem, Kyle R; Turner, John; Stammerjohn, Sharon E; Zhu, Jiang; Cai, Wenju; Li, Xichen (2 June 2023). “West-warming East-cooling trend over Antarctica reversed since early 21st century driven by large-scale circulation variation”. Environmental Research Letters 18 (6):  064034. doi:10.1088/1748-9326/acd8d4.
5. 1 2 3 4  “Impacts of climate change” (英語). Discovering Antarctica. 2022年5月15日閲覧。
6. 1 2 3  Bourgeois, Timothée; Goris, Nadine; Schwinger, Jörg; Tjiputra, Jerry F. (17 January 2022). “Stratification constrains future heat and carbon uptake in the Southern Ocean between 30°S and 55°S”. Nature Communications 13 (1):  340. Bibcode: 2022NatCo..13..340B. doi:10.1038/s41467-022-27979-5. PMC 8764023. PMID 35039511.
7. 1 2 3 4 5 6 7 8 9  Fox-Kemper, B.; Hewitt, H.T.; Xiao, C.; Aðalgeirsdóttir, G.; Drijfhout, S.S.; Edwards, T.L.; Golledge, N.R.; Hemer, M. et al. (2021). Masson-Delmotte, V.; Zhai, P.; Pirani, A. et al.. eds. “Chapter 9: Ocean, Cryosphere and Sea Level Change”. Climate Change 2021: The Physical Science Basis. Contribution of Working Group I to the Sixth Assessment Report of the Intergovernmental Panel on Climate Change (Cambridge University Press, Cambridge, UK and New York, NY, USA):  1270–1272.
8. 1 2  Nauels, Alexander; Rogelj, Joeri; Schleussner, Carl-Friedrich; Meinshausen, Malte; Mengel, Matthias (1 November 2017). “Linking sea level rise and socioeconomic indicators under the Shared Socioeconomic Pathways”. Environmental Research Letters 12 (11):  114002. Bibcode: 2017ERL....12k4002N. doi:10.1088/1748-9326/aa92b6. hdl:20.500.11850/230713.
9. 1 2  L. Bamber, Jonathan; Oppenheimer, Michael; E. Kopp, Robert; P. Aspinall, Willy; M. Cooke, Roger (May 2019). “Ice sheet contributions to future sea-level rise from structured expert judgment”. Proceedings of the National Academy of Sciences 116 (23):  11195–11200. Bibcode: 2019PNAS..11611195B. doi:10.1073/pnas.1817205116. PMC 6561295. PMID 31110015.
10. 1 2  Horton, Benjamin P.; Khan, Nicole S.; Cahill, Niamh; Lee, Janice S. H.; Shaw, Timothy A.; Garner, Andra J.; Kemp, Andrew C.; Engelhart, Simon E. et al. (8 May 2020). “Estimating global mean sea-level rise and its uncertainties by 2100 and 2300 from an expert survey”. npj Climate and Atmospheric Science 3 (1):  18. Bibcode: 2020npCAS...3...18H. doi:10.1038/s41612-020-0121-5. hdl:10356/143900.
11. 1 2  Silvano, Alessandro; Rintoul, Stephen Rich; Peña-Molino, Beatriz; Hobbs, William Richard; van Wijk, Esmee; Aoki, Shigeru; Tamura, Takeshi; Williams, Guy Darvall (18 April 2018). “Freshening by glacial meltwater enhances the melting of ice shelves and reduces the formation of Antarctic Bottom Water”. Science Advances 4 (4):  eaap9467. doi:10.1126/sciadv.aap9467. PMC 5906079. PMID 29675467.
12. 1 2  Pan, Xianliang L.; Li, Bofeng F.; Watanabe, Yutaka W. (10 January 2022). “Intense ocean freshening from melting glacier around the Antarctica during early twenty-first century” (英語). Scientific Reports 12 (1):  383. Bibcode: 2022NatSR..12..383P. doi:10.1038/s41598-021-04231-6. ISSN 2045-2322. PMC 8748732. PMID 35013425.
13. 1 2 3 4 5  Lenton, T. M.; Armstrong McKay, D.I.; Loriani, S.; Abrams, J.F.; Lade, S.J.; Donges, J.F.; Milkoreit, M.; Powell, T.; Smith, S.R.; Zimm, C.; Buxton, J.E.; Daube, Bruce C.; Krummel, Paul B.; Loh, Zoë; Luijkx, Ingrid T. (2023). The Global Tipping Points Report 2023 (Report). University of Exeter.
14. 1 2 3 4  “Landmark study projects 'dramatic' changes to Southern Ocean by 2050”.  ABC News (2023年3月29日). 2025年4月6日閲覧。
15. ↑  Roland, Thomas P.; Bartlett, Oliver T.; Charman, Dan J.; Anderson, Karen; Hodgson, Dominic A.; Amesbury, Matthew J.; Maclean, Ilya; Fretwell, Peter T. et al. (2024-10-04). “Sustained greening of the Antarctic Peninsula observed from satellites” (英語). Nature Geoscience 17 (11):  1121–1126. Bibcode: 2024NatGe..17.1121R. doi:10.1038/s41561-024-01564-5. ISSN 1752-0908.
16. 1 2  Potapowicz, Joanna; Szumińska, Danuta; Szopińska, Małgorzata; Polkowska, Żaneta (15 February 2019). “The influence of global climate change on the environmental fate of anthropogenic pollution released from the permafrost: Part I. Case study of Antarctica” (英語). Science of the Total Environment 651 (Pt 1):  1534–1548. doi:10.1016/j.scitotenv.2018.09.168. ISSN 0048-9697. PMID 30360282.
17. 1 2  Lau, Sally C. Y.; Wilson, Nerida G.; Golledge, Nicholas R.; Naish, Tim R.; Watts, Phillip C.; Silva, Catarina N. S.; Cooke, Ira R.; Allcock, A. Louise et al. (21 December 2023). “Genomic evidence for West Antarctic Ice Sheet collapse during the Last Interglacial” (英語). Science 382 (6677):  1384–1389. Bibcode: 2023Sci...382.1384L. doi:10.1126/science.ade0664. PMID 38127761.
18. 1 2  A. Naughten, Kaitlin; R. Holland, Paul; De Rydt, Jan (23 October 2023). “Unavoidable future increase in West Antarctic ice-shelf melting over the twenty-first century”. Nature Climate Change 13 (11):  1222–1228. Bibcode: 2023NatCC..13.1222N. doi:10.1038/s41558-023-01818-x.
19. 1 2  Garbe, Julius; Albrecht, Torsten; Levermann, Anders; Donges, Jonathan F.; Winkelmann, Ricarda (2020). “The hysteresis of the Antarctic Ice Sheet”. Nature 585 (7826):  538–544. Bibcode: 2020Natur.585..538G. doi:10.1038/s41586-020-2727-5. PMID 32968257.
20. 1 2 3 4 5  Armstrong McKay, David; Abrams, Jesse; Winkelmann, Ricarda; Sakschewski, Boris; Loriani, Sina; Fetzer, Ingo; Cornell, Sarah; Rockström, Johan et al. (9 September 2022). “Exceeding 1.5 °C global warming could trigger multiple climate tipping points” (英語). Science 377 (6611):  eabn7950. doi:10.1126/science.abn7950. hdl:10871/131584. ISSN 0036-8075. PMID 36074831.
21. 1 2 3 4 5  Armstrong McKay, David (2022年9月9日). “Exceeding 1.5 °C global warming could trigger multiple climate tipping points – paper explainer” (英語). climatetippingpoints.info. 2022年10月2日閲覧。
22. 1 2  Fretwell, P. (28 February 2013). “Bedmap2: improved ice bed, surface and thickness datasets for Antarctica”. The Cryosphere 7 (1):  390. Bibcode: 2013TCry....7..375F. doi:10.5194/tc-7-375-2013.  オリジナルの16 February 2020時点におけるアーカイブ。 2014年1月6日閲覧。.
23. 1 2 3  Crotti, Ilaria; Quiquet, Aurélien; Landais, Amaelle; Stenni, Barbara; Wilson, David J.; Severi, Mirko; Mulvaney, Robert; Wilhelms, Frank et al. (10 September 2022). “Wilkes subglacial basin ice sheet response to Southern Ocean warming during late Pleistocene interglacials”. Nature Communications 13 (1):  5328. Bibcode: 2022NatCo..13.5328C. doi:10.1038/s41467-022-32847-3. PMC 9464198. PMID 36088458.
24. 1 2 3  Pan, Linda; Powell, Evelyn M.; Latychev, Konstantin; Mitrovica, Jerry X.; Creveling, Jessica R.; Gomez, Natalya; Hoggard, Mark J.; Clark, Peter U. (30 April 2021). “Rapid postglacial rebound amplifies global sea level rise following West Antarctic Ice Sheet collapse”. Science Advances 7 (18). Bibcode: 2021SciA....7.7787P. doi:10.1126/sciadv.abf7787. PMC 8087405. PMID 33931453.
25. 1 2  Sejas, Sergio A.; Taylor, Patrick C.; Cai, Ming (11 July 2018). “Unmasking the negative greenhouse effect over the Antarctic Plateau”. npj Climate and Atmospheric Science 1 (1):  17. Bibcode: 2018npCAS...1...17S. doi:10.1038/s41612-018-0031-y. PMC 7580794. PMID 33102742.
26. ↑  Chapman, William L.; Walsh, John E. (2007). “A Synthesis of Antarctic Temperatures”. Journal of Climate 20 (16):  4096–4117. Bibcode: 2007JCli...20.4096C. doi:10.1175/JCLI4236.1.
27. 1 2  Steig, Eric; Schneider, David; Rutherford, Scott; Mann, Michael E.; Comiso, Josefino; Shindell, Drew (1 January 2009). “Warming of the Antarctic ice-sheet surface since the 1957 International Geophysical Year”. Arts & Sciences Faculty Publications.
28. ↑  Gavin Schmidt (2004年12月3日). “Antarctic cooling, global warming?”.  Real Climate. 2008年8月14日閲覧。 “一見するとこれは地球温暖化の考えと矛盾しているように見えるが、この結論に飛びつく前に注意が必要とされる。地球の平均気温の上昇は地球全体の温暖化を意味するものではない。動的影響 （風や海洋循環の変化）は、温室効果ガスによる放射強制力と同じくらい大きな影響を局所的に及ぼす可能性がある。特定の地域の気温変化は、実際には放射関連の変化 （温室効果ガス、エアロゾル、オゾンなどによる） と動的影響の組み合わせの結果である。風は熱をある場所から別の場所へ移動するだけなので、その影響は地球の平均では相殺される傾向がある。”
29. ↑  Kenneth Chang (2009年1月21日). “Warming in Antarctica Looks Certain”. The New York Times.  オリジナルの2014年11月13日時点におけるアーカイブ。 2013年4月13日閲覧。
30. ↑  Ding, Qinghua; Eric J. Steig; David S. Battisti; Marcel Küttel (10 April 2011). “Winter warming in West Antarctica caused by central tropical Pacific warming”. Nature Geoscience 4 (6):  398–403. Bibcode: 2011NatGe...4..398D. doi:10.1038/ngeo1129.
31. ↑  A. Orsi; Bruce D. Cornuelle; J. Severinghaus (2012). “Little Ice Age cold interval in West Antarctica: Evidence from borehole temperature at the West Antarctic Ice Sheet (WAIS) Divide”. Geophysical Research Letters 39 (9):  L09710. Bibcode: 2012GeoRL..39.9710O. doi:10.1029/2012GL051260.
32. ↑  Bromwich, D. H.; Nicolas, J. P.; Monaghan, A. J.; Lazzara, M. A.; Keller, L. M.; Weidner, G. A.; Wilson, A. B. (2012). “Central West Antarctica among the most rapidly warming regions on Earth”. Nature Geoscience 6 (2):  139. Bibcode: 2013NatGe...6..139B. doi:10.1038/ngeo1671.
Steig, Eric (2012年12月23日). “The heat is on in West Antarctica”.   RealClimate. 2013年1月20日閲覧。
33. ↑  J P. Nicolas; J. P.; D. H. Bromwich (2014). “New reconstruction of Antarctic near-surface temperatures: Multidecadal trends and reliability of global reanalyses”. Journal of Climate 27 (21):  8070–8093. Bibcode: 2014JCli...27.8070N. doi:10.1175/JCLI-D-13-00733.1.
34. ↑  McGrath, Matt (2012年12月23日). “West Antarctic Ice Sheet warming twice earlier estimate”. BBC News 2013年2月16日閲覧。
35. ↑  Ludescher, Josef; Bunde, Armin; Franzke, Christian L. E.; Schellnhuber, Hans Joachim (16 April 2015). “Long-term persistence enhances uncertainty about anthropogenic warming of Antarctica”. Climate Dynamics 46 (1–2):  263–271. Bibcode: 2016ClDy...46..263L. doi:10.1007/s00382-015-2582-5.
36. ↑  Dalaiden, Quentin; Schurer, Andrew P.; Kirchmeier-Young, Megan C.; Goosse, Hugues; Hegerl, Gabriele C. (24 August 2022). “West Antarctic Surface Climate Changes Since the Mid-20th Century Driven by Anthropogenic Forcing” (英語). Geophysical Research Letters 49 (16). Bibcode: 2022GeoRL..4999543D. doi:10.1029/2022GL099543. hdl:20.500.11820/64ecd5a1-af19-43e8-9d34-da7274cc4ae0.
37. ↑  Obryk, M. K.; Doran, P. T.; Fountain, A. G.; Myers, M.; McKay, C. P. (16 July 2020). “Climate From the McMurdo Dry Valleys, Antarctica, 1986–2017: Surface Air Temperature Trends and Redefined Summer Season” (英語). Journal of Geophysical Research: Atmospheres 125 (13). Bibcode: 2020JGRD..12532180O. doi:10.1029/2019JD032180. ISSN 2169-897X.
38. ↑  Larson, Christina (2020年2月8日). “Antarctica appears to have broken a heat record”. phys.org. 2025年4月6日閲覧。
39. ↑  Xin, Meijiao; Li, Xichen; Stammerjohn, Sharon E; Cai, Wenju; Zhu, Jiang; Turner, John; Clem, Kyle R; Song, Chentao et al. (17 May 2023). “A broadscale shift in antarctic temperature trends”. Climate Dynamics 61 (9–10):  4623–4641. Bibcode: 2023ClDy...61.4623X. doi:10.1007/s00382-023-06825-4.
40. ↑  Stammerjohn, Sharon E.; Scambos, Ted A. (August 2020). “Warming reaches the South Pole” (英語). Nature Climate Change 10 (8):  710–711. Bibcode: 2020NatCC..10..710S. doi:10.1038/s41558-020-0827-8. ISSN 1758-6798.
41. ↑  Turner, John; Lu, Hua; White, Ian; King, John C.; Phillips, Tony; Hosking, J. Scott; Bracegirdle, Thomas J.; Marshall, Gareth J. et al. (2016). “Absence of 21st century warming on Antarctic Peninsula consistent with natural variability”. Nature 535 (7612):  411–415. Bibcode: 2016Natur.535..411T. doi:10.1038/nature18645. PMID 27443743.
42. ↑  Steig, Eric J. (2016). “Cooling in the Antarctic”. Nature 535 (7612):  358–359. doi:10.1038/535358a. PMID 27443735.
43. ↑  Trenberth, Kevin E.; Fasullo, John T.; Branstator, Grant; Phillips, Adam S. (2014). “Seasonal aspects of the recent pause in surface warming”. Nature Climate Change 4 (10):  911–916. Bibcode: 2014NatCC...4..911T. doi:10.1038/NCLIMATE2341.
44. ↑  Chang, Kenneth (2002年5月3日). “Ozone Hole Is Now Seen as a Cause for Antarctic Cooling”. The New York Times 2013年4月13日閲覧。
45. ↑  Shindell, Drew T.; Schmidt, Gavin A. (2004). “Southern Hemisphere climate response to ozone changes and greenhouse gas increases”. Geophys. Res. Lett. 31 (18):  L18209. Bibcode: 2004GeoRL..3118209S. doi:10.1029/2004GL020724.
46. ↑  Thompson, David W. J.; Solomon, Susan; Kushner, Paul J.; England, Matthew H.; Grise, Kevin M.; Karoly, David J. (23 October 2011). “Signatures of the Antarctic ozone hole in Southern Hemisphere surface climate change”. Nature Geoscience 4 (11):  741–749. Bibcode: 2011NatGe...4..741T. doi:10.1038/ngeo1296.
47. ↑  Meredith, M.; Sommerkorn, M.; Cassotta, S; Derksen, C.; et al. (2019). "Chapter 3: Polar Regions" (PDF). IPCC Special Report on the Ocean and Cryosphere in a Changing Climate. p. 212.
48. 1 2 3 4 5 6  Rintoul, S. R.; Chown, S. L.; DeConto, R. M.; England, M. H.; Fricker, H. A.; Masson-Delmotte, V.; Naish, T. R.; Siegert, M. J. et al. (13 June 2018). “Choosing the future of Antarctica”. Nature 558 (7709):  233–241. Bibcode: 2018Natur.558..233R. doi:10.1038/s41586-018-0173-4.
49. ↑  Hughes, Kevin A.; Convey, Peter; Turner, John (1 October 2021). “Developing resilience to climate change impacts in Antarctica: An evaluation of Antarctic Treaty System protected area policy” (英語). Environmental Science & Policy 124:  12–22. Bibcode: 2021ESPol.124...12H. doi:10.1016/j.envsci.2021.05.023. ISSN 1462-9011.
50. 1 2  Hausfather, Zeke; Peters, Glen (29 January 2020). “Emissions – the 'business as usual' story is misleading”. Nature 577 (7792):  618–20. Bibcode: 2020Natur.577..618H. doi:10.1038/d41586-020-00177-3. PMID 31996825.
51. 1 2 3  Schuur, Edward A.G.; Abbott, Benjamin W.; Commane, Roisin; Ernakovich, Jessica; Euskirchen, Eugenie; Hugelius, Gustaf; Grosse, Guido; Jones, Miriam et al. (2022). “Permafrost and Climate Change: Carbon Cycle Feedbacks From the Warming Arctic”. Annual Review of Environment and Resources 47:  343–371. Bibcode: 2022ARER...47..343S. doi:10.1146/annurev-environ-012220-011847. "北極圏の炭素排出量の中期推定値は、地球温暖化を 3°C 未満に抑える中程度の気候排出緩和政策 （RCP4.5 など） で達成される可能性があり、この地球温暖化レベルは、パリ気候協定で各国が約束した排出削減目標に最も近い..."
52. 1 2  Phiddian, Ellen (2022年4月5日). “Explainer: IPCC Scenarios”. Cosmos. 2023年9月30日閲覧。 “オーストラリア科学アカデミーは昨年、現在の排出量の軌道では 3°C 温暖化に向かっており、これはほぼ中間のシナリオと一致していると報告した。気候行動トラッカーは、現在の政策と行動に基づき 2.5 ～ 2.9°C の温暖化を予測しており、公約と政府協定により 2.13°C までは抑制されると予測している。”
53. ↑  Patel, KashaKasha (2024年8月1日). “Antarctic temperatures soar 50 degrees above norm in long-lasting heat wave”. Washington Post 2024年8月3日閲覧。
54. ↑  Gayle, Damien; Noor, Dharna (2024年8月1日). “Antarctic temperatures rise 10C above average in near record heatwave” (英語). The Guardian. ISSN 0261-3077 2024年8月3日閲覧。
55. ↑  Carver, Edward (2024年8月1日). “'Extraordinary' Antarctic Heatwave Puts Temps 10 °C Above Normal | Common Dreams” (英語). Common Dreams. 2024年8月3日閲覧。
56. ↑  Gayle, Damien; Noor, Dharna (2024年8月1日). “Antarctic temperatures rise 10C above average in near record heatwave” (英語). The Guardian. ISSN 0261-3077 2024年8月3日閲覧。
57. ↑  Kothari, Rishav (2024年7月15日). “Rare Sudden Stratospheric Warming event detected over Antarctica” (英語). The Watchers. 2025年7月3日閲覧。
58. ↑  Flis, Andrej (2024年7月15日). “A rare Stratospheric Warming event has begun over the South Pole, with unusually strong anomalies now developing” (英語). Severe Weather Europe. 2025年7月3日閲覧。
59. ↑  “地球全体の気温上昇の影響で、南極上空の「極渦」が崩壊の可能性。「冬の南極」は熱波発生で、25℃～30℃の気温上昇に。南極海の海氷減少による気候変動の負の連鎖が顕在化か（RIEF）”. 一般社団法人環境金融研究機構 (2024年8月15日). 2025年7月3日閲覧。
60. ↑  IPCC, 2021: Summary for Policymakers. In: Climate Change 2021: The Physical Science Basis. Contribution of Working Group I to the Sixth Assessment Report of the Intergovernmental Panel on Climate Change [Masson-Delmotte, V., P. Zhai, A. Pirani, S.L. Connors, C. Péan, S. Berger, N. Caud, Y. Chen, L. Goldfarb, M. I. Gomis, M. Huang, K. Leitzell, E. Lonnoy, J. B. R. Matthews, T. K. Maycock, T. Waterfield, O. Yelekçi, R. Yu, and B. Zhou (eds.)]. Cambridge University Press, Cambridge, United Kingdom and New York, New York, US, pp. 3−32, doi:10.1017/9781009157896.001.
61. ↑  von Schuckmann, K.; Cheng, L.; Palmer, M. D.; Hansen, J. et al. (7 September 2020). “Heat stored in the Earth system: where does the energy go?”. Earth System Science Data 12 (3):  2013–2041. Bibcode: 2020ESSD...12.2013V. doi:10.5194/essd-12-2013-2020. hdl:20.500.11850/443809.  Text was copied from this source, which is available under a Creative Commons Attribution 4.0 International License
62. 1 2  Stewart, K. D.; Hogg, A. McC.; England, M. H.; Waugh, D. W. (2 November 2020). “Response of the Southern Ocean Overturning Circulation to Extreme Southern Annular Mode Conditions”. Geophysical Research Letters 47 (22):  e2020GL091103. Bibcode: 2020GeoRL..4791103S. doi:10.1029/2020GL091103. hdl:1885/274441.
63. ↑  Long, Matthew C.; Stephens, Britton B.; McKain, Kathryn; Sweeney, Colm; Keeling, Ralph F.; Kort, Eric A.; Morgan, Eric J.; Bent, Jonathan D. et al. (2 December 2021). “Strong Southern Ocean carbon uptake evident in airborne observations”. Science 374 (6572):  1275–1280. Bibcode: 2021Sci...374.1275L. doi:10.1126/science.abi4355. PMID 34855495.
64. ↑  Terhaar, Jens; Frölicher, Thomas L.; Joos, Fortunat (28 April 2021). “Southern Ocean anthropogenic carbon sink constrained by sea surface salinity”. Science Advances 7 (18):  1275–1280. Bibcode: 2021Sci...374.1275L. doi:10.1126/science.abi4355. PMID 34855495.
65. 1 2 3  “NOAA Scientists Detect a Reshaping of the Meridional Overturning Circulation in the Southern Ocean”.  NOAA (2023年3月29日). 2025年4月6日閲覧。
66. ↑  Pellichero, Violaine; Sallée, Jean-Baptiste; Chapman, Christopher C.; Downes, Stephanie M. (3 May 2018). “The southern ocean meridional overturning in the sea-ice sector is driven by freshwater fluxes”. Nature Communications 9 (1):  1789. Bibcode: 2018NatCo...9.1789P. doi:10.1038/s41467-018-04101-2. PMC 5934442. PMID 29724994.
67. 1 2  Lee, Sang-Ki; Lumpkin, Rick; Gomez, Fabian; Yeager, Stephen; Lopez, Hosmay; Takglis, Filippos; Dong, Shenfu; Aguiar, Wilton et al. (13 March 2023). “Human-induced changes in the global meridional overturning circulation are emerging from the Southern Ocean”. Communications Earth & Environment 4 (1):  69. Bibcode: 2023ComEE...4...69L. doi:10.1038/s43247-023-00727-3.
68. ↑  Zhou, Shenjie; Meijers, Andrew J. S.; Meredith, Michael P.; Abrahamsen, E. Povl; Holland, Paul R.; Silvano, Alessandro; Sallée, Jean-Baptiste; Østerhus, Svein (12 June 2023). “Slowdown of Antarctic Bottom Water export driven by climatic wind and sea-ice changes”. Nature Climate Change 13 (6):  701–709. Bibcode: 2023NatCC..13..537G. doi:10.1038/s41558-023-01667-8.
69. ↑  “Slowing deep Southern Ocean current may be linked to natural climate cycle—but melting Antarctic ice is still a concern”.  The Conversation (2023年6月17日). 2025年4月6日閲覧。
70. ↑  Aoki, S.; Yamazaki, K.; Hirano, D.; Katsumata, K.; Shimada, K.; Kitade, Y.; Sasaki, H.; Murase, H. (15 September 2020). “Reversal of freshening trend of Antarctic Bottom Water in the Australian-Antarctic Basin during 2010s” (英語). Scientific Reports 10 (1):  14415. doi:10.1038/s41598-020-71290-6. PMC 7492216. PMID 32934273.
71. 1 2  Li, Qian; England, Matthew H.; Hogg, Andrew McC.; Rintoul, Stephen R.; Morrison, Adele K. (29 March 2023). “Abyssal ocean overturning slowdown and warming driven by Antarctic meltwater”. Nature 615 (7954):  841–847. Bibcode: 2023Natur.615..841L. doi:10.1038/s41586-023-05762-w. PMID 36991191.
72. ↑  Haumann, F. Alexander; Gruber, Nicolas; Münnich, Matthias; Frenger, Ivy; Kern, Stefan (September 2016). “Sea-ice transport driving Southern Ocean salinity and its recent trends” (英語). Nature 537 (7618):  89–92. Bibcode: 2016Natur.537...89H. doi:10.1038/nature19101. hdl:20.500.11850/120143. ISSN 1476-4687. PMID 27582222.
73. ↑  Liu, Y.; Moore, J. K.; Primeau, F.; Wang, W. L. (22 December 2022). “Reduced CO2 uptake and growing nutrient sequestration from slowing overturning circulation”. Nature Climate Change 13:  83–90. doi:10.1038/s41558-022-01555-7. OSTI 2242376.
74. ↑  King, M. A.; Bingham, R. J.; Moore, P.; Whitehouse, P. L.; Bentley, M. J.; Milne, G. A. (2012). “Lower satellite-gravimetry estimates of Antarctic sea-level contribution”. Nature 491 (7425):  586–589. Bibcode: 2012Natur.491..586K. doi:10.1038/nature11621. PMID 23086145.
75. 1 2  IMBIE team (13 June 2018). “Mass balance of the Antarctic Ice Sheet from 1992 to 2017”. Nature 558 (7709):  219–222. Bibcode: 2018Natur.558..219I. doi:10.1038/s41586-018-0179-y. hdl:2268/225208. PMID 29899482.
76. ↑  Zwally, H. Jay; Robbins, John W.; Luthcke, Scott B.; Loomis, Bryant D.; Rémy, Frédérique (29 March 2021). “Mass balance of the Antarctic ice sheet 1992–2016: reconciling results from GRACE gravimetry with ICESat, ERS1/2 and Envisat altimetry” (英語). Journal of Glaciology 67 (263):  533–559. Bibcode: 2021JGlac..67..533Z. doi:10.1017/jog.2021.8. "観測されていない出力速度を持つ領域に対する彼らの内挿法または外挿法は、関連する誤差の評価には不十分な記述しか持たないが、以前の結果（Rignot 他、2008 年）におけるそのような誤差は、Zwally と Giovinetto （2011 年）で詳述されているように、質量損失の大幅な過大評価を引き起こした。"
77. ↑  Pattyn, Frank (16 July 2018). “The paradigm shift in Antarctic ice sheet modelling”. Nature Communications 9 (1):  2728. Bibcode: 2018NatCo...9.2728P. doi:10.1038/s41467-018-05003-z. PMC 6048022. PMID 30013142.
78. ↑  Robel, Alexander A.; Seroussi, Hélène; Roe, Gerard H. (23 July 2019). “Marine ice sheet instability amplifies and skews uncertainty in projections of future sea-level rise”. Proceedings of the National Academy of Sciences 116 (30):  14887–14892. Bibcode: 2019PNAS..11614887R. doi:10.1073/pnas.1904822116. PMC 6660720. PMID 31285345.
79. ↑  Perkins, Sid (2021年6月17日). “Collapse may not always be inevitable for marine ice cliffs”. Science News 2023年1月9日閲覧。
80. ↑  DeConto, Robert M.; Pollard, David; Alley, Richard B.; Velicogna, Isabella; Gasson, Edward; Gomez, Natalya; Sadai, Shaina; Condron, Alan et al. (May 2021). “The Paris Climate Agreement and future sea-level rise from Antarctica” (英語). Nature 593 (7857):  83–89. Bibcode: 2021Natur.593...83D. doi:10.1038/s41586-021-03427-0. hdl:10871/125843. ISSN 1476-4687. PMID 33953408.
81. ↑  “Anticipating Future Sea Levels”. EarthObservatory.NASA.gov.   National Aeronautics and Space Administration (NASA) (2021年). 2021年7月7日時点のオリジナルよりアーカイブ。2025年4月6日閲覧。
82. ↑  Bamber, J.L.; Riva, R.E.M.; Vermeersen, B.L.A.; LeBrocq, A.M. (14 May 2009). “Reassessment of the Potential Sea-Level Rise from a Collapse of the West Antarctic Ice Sheet”. Science 324 (5929):  901–903. Bibcode: 2009Sci...324..901B. doi:10.1126/science.1169335. PMID 19443778.
83. ↑  Voosen, Paul (2018年12月18日). “Discovery of recent Antarctic ice sheet collapse raises fears of a new global flood” (英語). Science. 2018年12月28日閲覧。
84. ↑  Turney, Chris S. M.; Fogwill, Christopher J.; Golledge, Nicholas R.; McKay, Nicholas P.; Sebille, Erik van; Jones, Richard T.; Etheridge, David; Rubino, Mauro et al. (2020-02-11). “Early Last Interglacial ocean warming drove substantial ice mass loss from Antarctica” (英語). Proceedings of the National Academy of Sciences 117 (8):  3996–4006. Bibcode: 2020PNAS..117.3996T. doi:10.1073/pnas.1902469117. ISSN 0027-8424. PMC 7049167. PMID 32047039.
85. ↑  Poynting, Mark (2023年10月24日). “Sea-level rise: West Antarctic ice shelf melt 'unavoidable'”. BBC News 2023年10月26日閲覧。
86. ↑  Wolovick, Michael; Moore, John; Keefer, Bowie (27 March 2023). “Feasibility of ice sheet conservation using seabed anchored curtains” (英語). PNAS Nexus 2 (3):  pgad053. doi:10.1093/pnasnexus/pgad053. PMC 10062297. PMID 37007716.
87. ↑  Wolovick, Michael; Moore, John; Keefer, Bowie (27 March 2023). “The potential for stabilizing Amundsen Sea glaciers via underwater curtains” (英語). PNAS Nexus 2 (4):  pgad103. doi:10.1093/pnasnexus/pgad103. PMC 10118300. PMID 37091546.
88. 1 2 3 4 5 6 7 8 9 10 11  Colesie, Claudia; Walshaw, Charlotte V.; Garcia Sancho, Leopoldo; Davey, Matthew P.; Gray, Andrew (16 November 2022). “Antarctica's vegetation in a changing climate” (英語). WIREs Climate Change 14:  1–6. doi:10.1002/wcc.810.
89. ↑  Curtosi, Antonio; Pelletier, Emilien; Vodopivez, Cristian L.; Cormack, Walter P. Mac (August 2009). “Distribution of PAHs in the water column, sediments and biota of Potter Cove, South Shetland Islands, Antarctica” (英語). Antarctic Science 21 (4):  329–339. Bibcode: 2009AntSc..21..329C. doi:10.1017/S0954102009002004. ISSN 1365-2079.
90. ↑  Jara-Carrasco, S.; González, M.; González-Acuña, D.; Chiang, G.; Celis, J.; Espejo, W.; Mattatall, P.; Barra, R. (August 2015). “Potential immunohaematological effects of persistent organic pollutants on chinstrap penguin” (英語). Antarctic Science 27 (4):  373–381. Bibcode: 2015AntSc..27..373J. doi:10.1017/S0954102015000012. ISSN 0954-1020.
91. ↑  Goutte, Aurélie; Cherel, Yves; Churlaud, Carine; Ponthus, Jean-Pierre; Massé, Guillaume; Bustamante, Paco (15 December 2015). “Trace elements in Antarctic fish species and the influence of foraging habitats and dietary habits on mercury levels” (英語). Science of the Total Environment 538:  743–749. Bibcode: 2015ScTEn.538..743G. doi:10.1016/j.scitotenv.2015.08.103. ISSN 0048-9697. PMID 26327642.
92. ↑  Jossart, Quentin; Moreau, Camille; Agüera, Antonio; Broyer, Claude De; Danis, Bruno (30 September 2015). “The Register of Antarctic Marine Species (RAMS): a ten-year appraisal”. ZooKeys (524):  137–145. Bibcode: 2015ZooK..524..137J. doi:10.3897/zookeys.524.6091. ISSN 1313-2989. PMC 4602294. PMID 26478709.
93. ↑  Gutt, Julian; Sirenko, Boris I.; Smirnov, Igor S.; Arntz, Wolf E. (March 2004). “How many macrozoobenthic species might inhabit the Antarctic shelf?” (英語). Antarctic Science 16 (1):  11–16. Bibcode: 2004AntSc..16...11G. doi:10.1017/S0954102004001750. ISSN 1365-2079.
94. ↑  Griffiths, Huw J. (2 August 2010). “Antarctic Marine Biodiversity – What Do We Know About the Distribution of Life in the Southern Ocean?” (英語). PLOS ONE 5 (8):  e11683. Bibcode: 2010PLoSO...511683G. doi:10.1371/journal.pone.0011683. ISSN 1932-6203. PMC 2914006. PMID 20689841.
95. ↑  Constable, Andrew J.; Melbourne-Thomas, Jessica; Corney, Stuart P.; Arrigo, Kevin R.; Barbraud, Christophe; Barnes, David K. A.; Bindoff, Nathaniel L.; Boyd, Philip W. et al. (2014). “Climate change and Southern Ocean ecosystems I: how changes in physical habitats directly affect marine biota” (英語). Global Change Biology 20 (10):  3004–3025. Bibcode: 2014GCBio..20.3004C. doi:10.1111/gcb.12623. ISSN 1365-2486. PMID 24802817.
96. 1 2 3 4 5 6  Constable, A.J.; Harper, S.; Dawson, J.; Holsman, K.; Mustonen, T.; Piepenburg, D.; Rost, B. (2022). “Cross-Chapter Paper 6: Polar Regions”. Climate Change 2022: Impacts, Adaptation and Vulnerability 2021:  2319–2367. Bibcode: 2021AGUFM.U13B..05K. doi:10.1017/9781009325844.023.
97. 1 2  Kawaguchi, So; Atkinson, Angus; Bahlburg, Dominik; Bernard, Kim S.; Cavan, Emma L.; Cox, Martin J.; Hill, Simeon L.; Meyer, Bettina et al. (19 December 2023). “Climate change impacts on Antarctic krill behaviour and population dynamics” (英語). Nature Reviews Earth & Environment 5 (5):  43–58. Bibcode: 2023NRvEE...5...43K. doi:10.1038/s43017-023-00504-y.
98. ↑  Smetacek, Victor; Nicol, Stephen (September 2005). “Polar ocean ecosystems in a changing world” (英語). Nature 437 (7057):  362–368. Bibcode: 2005Natur.437..362S. doi:10.1038/nature04161. ISSN 0028-0836. PMID 16163347.
99. ↑  Tulloch, Vivitskaia J. D.; Plagányi, Éva E.; Brown, Christopher; Richardson, Anthony J.; Matear, Richard (April 2019). “Future recovery of baleen whales is imperiled by climate change”. Global Change Biology 25 (4):  1263–1281. Bibcode: 2019GCBio..25.1263T. doi:10.1111/gcb.14573. PMC 6850638. PMID 30807685.
100. 1 2  McCarthy, Arlie H.; Peck, Lloyd S.; Hughes, Kevin A.; Aldridge, David C. (July 2019). “Antarctica: The final frontier for marine biological invasions” (英語). Global Change Biology 25 (7):  2221–2241. Bibcode: 2019GCBio..25.2221M. doi:10.1111/gcb.14600. ISSN 1354-1013. PMC 6849521. PMID 31016829.
101. ↑  Nunez, Sarahi; Arets, Eric; Alkemade, Rob; Verwer, Caspar; Leemans, Rik (2019). “Assessing the impacts of climate change on biodiversity: Is below 2 °C enough?”. Climatic Change 154 (3–4):  351–365. Bibcode: 2019ClCh..154..351N. doi:10.1007/s10584-019-02420-x.
102. 1 2  Cristofari, Robin; Liu, Xiaoming; Bonadonna, Francesco; Cherel, Yves; Pistorius, Pierre; Maho, Yvon Le; Raybaud, Virginie; Stenseth, Nils Christian et al. (26 February 2018). “Climate-driven range shifts of the king penguin in a fragmented ecosystem” (英語). Nature Climate Change 8 (3):  245–251. Bibcode: 2018NatCC...8..245C. doi:10.1038/s41558-018-0084-2.
103. ↑  Dykyy, Ihor; Bedernichek, Tymur (2022-01-01). “Gentoo Penguins (Pygoscelis papua) started using mosses as nesting material in the southernmost colony on the Antarctic Peninsula (Cape Tuxen, Graham Land)” (英語). Polar Biology 45 (1):  149–152. doi:10.1007/s00300-021-02968-4. ISSN 1432-2056.
104. ↑  Davis, Margaret B.; Shaw, Ruth G.; Etterson, Julie R. (July 2005). “Evolutionary Responses to Changing Climate” (英語). Ecology 86 (7):  1704–1714. Bibcode: 2005Ecol...86.1704D. doi:10.1890/03-0788. hdl:11299/178230. ISSN 0012-9658.
105. ↑  Pickett, Erin P.; Fraser, William R.; Patterson-Fraser, Donna L.; Cimino, Megan A.; Torres, Leigh G.; Friedlaender, Ari S. (October 2018). “Spatial niche partitioning may promote coexistence of Pygoscelis penguins as climate-induced sympatry occurs” (英語). Ecology and Evolution 8 (19):  9764–9778. Bibcode: 2018EcoEv...8.9764P. doi:10.1002/ece3.4445. ISSN 2045-7758. PMC 6202752. PMID 30386573.
106. ↑  “Penguins suffering from climate change, scientists say”. The Guardian. (2014年1月30日) 2014年1月30日閲覧。
107. ↑  Fountain, Henry (2014年1月29日). “For Already Vulnerable Penguins, Study Finds Climate Change Is Another Danger”. The New York Times. 2014年1月30日閲覧。
108. ↑  Strycker, Noah; Wethington, Michael; Borowicz, Alex; Forrest, Steve; Witharana, Chandi; Hart, Tom; Lynch, Heather J. (10 November 2020). “A global population assessment of the Chinstrap penguin (Pygoscelis antarctica)” (英語). Scientific Reports 10 (1):  19474. Bibcode: 2020NatSR..1019474S. doi:10.1038/s41598-020-76479-3. PMC 7655846. PMID 33173126.
109. ↑  “Projected asymmetric response of Adélie penguins to Antarctic climate change”. Scientific Reports 6:  28785. (June 2016). Bibcode: 2016NatSR...628785C. doi:10.1038/srep28785. PMC 4926113. PMID 27352849.
110. ↑  Le Bohec, C.; Durant, J. M.; Gauthier-Clerc, M.; Stenseth, N. C.; Park, Y.-H.; Pradel, R.; Gremillet, D.; Gendner, J.-P. et al. (11 February 2008). “King penguin population threatened by Southern Ocean warming”. Proceedings of the National Academy of Sciences 105 (7):  2493–2497. Bibcode: 2008PNAS..105.2493L. doi:10.1073/pnas.0712031105. PMC 2268164. PMID 18268328.
111. ↑  “Antarctica's king penguins 'could disappear' by the end of the century” (英語). the Guardian (2018年2月26日). 2022年5月18日閲覧。
112. ↑  Jenouvrier, Stéphanie; Holland, Marika; Iles, David; Labrousse, Sara; Landrum, Laura; Garnier, Jimmy; Caswell, Hal; Weimerskirch, Henri et al. (March 2020). “The Paris Agreement objectives will likely halt future declines of emperor penguins”. Global Change Biology 26 (3):  1170–1184. Bibcode: 2020GCBio..26.1170J. doi:10.1111/gcb.14864. PMID 31696584.
113. ↑  Fretwell, Peter T.; Boutet, Aude; Ratcliffe, Norman (2023-08-24). “Record low 2022 Antarctic sea ice led to catastrophic breeding failure of emperor penguins” (英語). Communications Earth & Environment 4 (1):  1–6. doi:10.1038/s43247-023-00927-x. ISSN 2662-4435.
114. ↑  Igini, Martina (2023年8月28日). “Over 90% of Emperor Penguins Will Be Quasi-Extinct By 2100 If Current Antarctica Sea Ice Loss Rates Persist: Study” (英語). Earth.Org. 2025年4月11日閲覧。
115. ↑  “Emperor Penguin Gets Endangered Species Act Protections | U.S. Fish & Wildlife Service” (英語). www.fws.gov (2022年10月25日). 2025年4月11日閲覧。
116. ↑  Gray, Andrew; Krolikowski, Monika; Fretwell, Peter; Convey, Peter; Peck, Lloyd S.; Mendelova, Monika; Smith, Alison G.; Davey, Matthew P. (20 May 2020). “Remote sensing reveals Antarctic green snow algae as important terrestrial carbon sink” (英語). Nature Communications 11 (1):  2527. Bibcode: 2020NatCo..11.2527G. doi:10.1038/s41467-020-16018-w. PMC 7239900. PMID 32433543.
117. ↑  Olech, Maria; Słaby, Agnieszka (August 2016). “Changes in the lichen biota of the Lions Rump area, King George Island, Antarctica, over the last 20 years” (英語). Polar Biology 39 (8):  1499–1503. Bibcode: 2016PoBio..39.1499O. doi:10.1007/s00300-015-1863-0. ISSN 0722-4060.
118. ↑  Robinson, Sharon A.; King, Diana H.; Bramley-Alves, Jessica; Waterman, Melinda J.; Ashcroft, Michael B.; Wasley, Jane; Turnbull, Johanna D.; Miller, Rebecca E. et al. (October 2018). “Rapid change in East Antarctic terrestrial vegetation in response to regional drying” (英語). Nature Climate Change 8 (10):  879–884. Bibcode: 2018NatCC...8..879R. doi:10.1038/s41558-018-0280-0. ISSN 1758-678X.
119. 1 2 3 4 5  Singh, Jaswant; Singh, Rudra P.; Khare, Rajni (December 2018). “Influence of climate change on Antarctic flora” (英語). Polar Science 18:  94–101. Bibcode: 2018PolSc..18...94S. doi:10.1016/j.polar.2018.05.006.
120. ↑  Cavieres, Lohengrin A.; Sáez, Patricia; Sanhueza, Carolina; Sierra-Almeida, Angela; Rabert, Claudia; Corcuera, Luis J.; Alberdi, Miren; Bravo, León A. (March 2016). “Ecophysiological traits of Antarctic vascular plants: their importance in the responses to climate change” (英語). Plant Ecology 217 (3):  343–358. Bibcode: 2016PlEco.217..343C. doi:10.1007/s11258-016-0585-x. ISSN 1385-0237.
121. 1 2 3 4 5  Cordero, Raúl R.; Sepúlveda, Edgardo; Feron, Sarah; Damiani, Alessandro; Fernandoy, Francisco; Neshyba, Steven; Rowe, Penny M.; Asencio, Valentina et al. (22 February 2022). “Black carbon footprint of human presence in Antarctica” (英語). Nature Communications 13 (1):  984. Bibcode: 2022NatCo..13..984C. doi:10.1038/s41467-022-28560-w. ISSN 2041-1723. PMC 8863810. PMID 35194040.
122. ↑  Thackeray, Chad W.; Fletcher, Christopher G. (June 2016). “Snow albedo feedback: Current knowledge, importance, outstanding issues and future directions” (英語). Progress in Physical Geography: Earth and Environment 40 (3):  392–408. doi:10.1177/0309133315620999. ISSN 0309-1333.
123. ↑  Kinase, T.; Adachi, K.; Oshima, N.; Goto-Azuma, K.; Ogawa-Tsukagawa, Y.; Kondo, Y.; Moteki, N.; Ohata, S. et al. (17 December 2019). “Concentrations and Size Distributions of Black Carbon in the Surface Snow of Eastern Antarctica in 2011”. Journal of Geophysical Research: Atmospheres 125 (1):  e2019JD030737. doi:10.1029/2019JD030737.
124. ↑  Marquetto, Luciano; Kaspari, Susan; Simões, Jefferson Cardia (15 September 2020). “Refractory black carbon (rBC) variability in a 47-year West Antarctic snow and firn core”. The Cryosphere 14 (5):  1537–1554. Bibcode: 2020TCry...14.1537M. doi:10.5194/tc-14-1537-2020.
125. ↑  Cereceda-Balic, Francisco; Vidal, Víctor; Ruggeri, María Florencia; González, Humberto E. (15 November 2020). “Black carbon pollution in snow and its impact on albedo near the Chilean stations on the Antarctic peninsula: First results” (英語). Science of the Total Environment 743:  140801. Bibcode: 2020ScTEn.74340801C. doi:10.1016/j.scitotenv.2020.140801. ISSN 0048-9697. PMID 32673927.
126. 1 2  “Polar Code”.  American Bureau of Shipping. 2025年1月27日閲覧。
127. ↑  IAATO Overview of Antarctic Tourism: 2018–19 Season and Preliminary Estimates for 2019–20 Season (Report). IAATO. 4 June 2019.
128. ↑  Liggett, Daniela; Frame, Bob; Gilbert, Neil; Morgan, Fraser (September 2017). “Is it all going south? Four future scenarios for Antarctica”. Polar Record 53 (5):  459–478. Bibcode: 2017PoRec..53..459L. doi:10.1017/S0032247417000390.
129. ↑  Dunning, Hayley (2018年6月13日). “How to save Antarctica (and the rest of Earth too) | Imperial News | Imperial College London” (英語). Imperial News. 2025年1月27日閲覧。
130. ↑  “Impacts of tourism in Antarctica” (英語).  International Union for Conservation of Nature. 2025年1月27日閲覧。